# Championnat du monde de Formule 1 2018
Navigation
2017 2019
Le championnat du monde de Formule 1 2018 est la 69e édition du championnat du monde de Formule 1. Il comporte vingt-et-une courses, avec les retours au calendrier des Grands Prix de France et d'Allemagne et démarre le 25 mars en Australie, pour s'achever le 25 novembre à Abou Dabi. Il marque une évolution inédite pour l'esthétique des Formule 1 et pour la sécurité des pilotes : la présence du Halo, une structure de protection frontale du cockpit des monoplaces conçue pour protéger la tête des pilotes d'un choc avec un objet en mouvement. Le championnat des pilotes est remporté par Lewis Hamilton le 28 octobre à l'arrivée du Grand Prix du Mexique, dix-neuvième des vingt-et-une manches du championnat et celui des constructeurs par Mercedes Grand Prix pour la cinquième fois consécutive à l'arrivée de la course suivante au Brésil le 11 novembre.
Avec onze victoires, dix-sept podiums et un seul abandon (en Autriche), Hamilton remporte son cinquième titre mondial avec le plus gros total (408 points) depuis 2010 et l'instauration des 25 points pour une victoire. Après ses couronnes remportées en 2008, 2014, 2015 et 2017, il rejoint Juan Manuel Fangio à désormais deux titres de Michael Schumacher. Il porte son record de pole positions à 83 départs en tête et son nombre de victoires à 73, plus très loin désormais des 91 succès du Baron Rouge.
Le début de saison est à l'avantage de Ferrari et de Sebastian Vettel qui remporte les deux premières courses (Australie et Bahreïn). Il s'impose également au Canada et se trouve encore en tête du championnat après le dixième Grand Prix disputé en Grande-Bretagne où il obtient sa quatrième victoire de l'année. Mais il a déjà fait preuve de fébrilité lors de la quatrième manche à Bakou, ratant son freinage en se lançant dans une attaque précipitée sur Valtteri Bottas lors d'une relance, puis au départ de la huitième en France en s'accrochant avec Bottas au premier virage. Par la suite, hormis sa cinquième et dernière victoire de l'année en Belgique, il voit s'envoler 25 points à domicile en Allemagne en écrasant sa voiture dans le mur sur piste humide alors qu'il roule en tête, puis est auteur de départs fébriles, d'accrochages et de têtes à queue en Italie, au Japon et aux États-Unis. Pendant ce temps, Hamilton ne commet aucune erreur et accumule les succès : six dont quatre à la suite dans les huit dernières courses de la saison. Finalement, il creuse un écart de 88 points sur Sebastian Vettel au classement des pilotes.
Au cours d'une saison où exceptionnellement, tous les pilotes et toutes les écuries marquent des points, les pilotes Red Bull Racing sont les seuls à s'imposer en dehors de Ferrari et Mercedes, avec deux victoires pour Daniel Ricciardo
(Chine et Monaco) et deux pour Max Verstappen (Autriche et Mexique), alors que Kimi Räikkönen met fin à une série de 114 Grand Prix sans victoire en gagnant à Austin, sa seule première place au volant d'un bolide rouge depuis son retour au sein de l'écurie de Maranello en 2014. Au moment de revenir là où il a débuté en 2001, chez Sauber pour disputer la saison 2019, il reste le dernier champion du monde pour Ferrari (2007). De son côté, avec le même matériel que son coéquipier, Valtteri Bottas ne gagne aucun Grand Prix cette année (premier pilote Mercedes dans ce cas depuis 2012) et termine cinquième du championnat.
Les trois écuries de pointe creusent un gouffre par rapport aux autres, avec les six premières places au classement pilotes et les trois premières chez les constructeurs. Comme en 2017, elles trustent la totalité des podiums sauf un, cette fois l'œuvre de Sergio Pérez, troisième à Bakou. Renault est la meilleure des autres dans les deux classements, avec Nico Hülkenberg septième chez les pilotes, et son écurie quatrième du classement constructeurs. La saison marque également le départ provisoire de la discipline du double champion du monde Fernando Alonso après 312 départs depuis 2001 et 32 victoires. Vettel et Hamilton marquent le coup en sa compagnie dans le tour d'honneur du dernier Grand Prix à Abou Dabi, effectué à trois de front et achevé par une série de donuts au milieu de la ligne droite des stands.
L'ère des moteurs V6 Turbo hybride à double système de récupération d'énergie appartient à ce point totalement aux Flèches d'Argent : de 2014 à 2018, elles remportent cinq titres pilotes, cinq titres constructeurs, 84 pole positions et 74 victoires sur 99 courses disputées avec comme pilotes Lewis Hamilton, Nico Rosberg et Valtteri Bottas.

## Repères en début de saison

### Pilotes
- Fernando Alonso en 2005 et 2006, Kimi Räikkönen en 2007, Lewis Hamilton en 2008, 2014, 2015 et 2017 et Sebastian Vettel en 2010, 2011, 2012 et 2013 sont les quatre champions du monde en activité ;
- Fernando Alonso, avec 291 départs en Grand Prix à l'entame de la saison, est le pilote ayant le plus d'expérience devant Kimi Räikkönen (271 départs), Lewis Hamilton (208 départs) et Sebastian Vettel (198 départs) ;
- Lewis Hamilton est le pilote engagé en 2018 totalisant le plus de points (2 610 points), devant Sebastian Vettel (2 425 points), Fernando Alonso (1 849 points), Kimi Räikkönen (816 points) et Valtteri Bottas (716 points) ;
- Sept des vingt pilotes engagés en 2018 ont déjà remporté au moins un Grand Prix : Lewis Hamilton (62 victoires), Sebastian Vettel (47 victoires), Fernando Alonso (32 victoires), Kimi Räikkönen (20 victoires), Daniel Ricciardo (5 victoires), Max Verstappen (3 victoires) et Valtteri Bottas (3 victoires). Lewis Hamilton a remporté au moins une victoire sur chacun des circuits au programme en 2018, exception faite du circuit urbain de Bakou et comme pour tous les autres pilotes, du Paul-Ricard puisque les F1 n'y sont plus revenues depuis 1990. Il est le seul pilote du plateau à avoir gagné des courses lors de chacune des saisons qu'il a disputées.

Débuts en tant que pilote titulaire :
- Charles Leclerc chez Sauber[3] ;
- Sergey Sirotkin chez Williams[4] ;
- Pierre Gasly chez Toro Rosso pour qui il a déjà couru en fin de saison 2017[5] ;
- Brendon Hartley chez Toro Rosso pour qui il a déjà couru en fin de saison 2017[6].

Départs :
- Felipe Massa annonce sa retraite à la fin de la saison 2017[7] ;
- Jolyon Palmer non-reconduit par Renault.

Transferts :
- Pascal Wehrlein, non-reconduit par Sauber, devient pilote de développement et de réserve chez Mercedes[8] ;
- Daniil Kvyat, non-reconduit par la Scuderia Toro Rosso, devient pilote de développement et de réserve chez Ferrari[9] ;
- Carlos Sainz Jr. passé de Scuderia Toro Rosso à Renault en fin de saison 2017.

Retour :
- Robert Kubica revient en Formule 1 en tant que pilote de réserve de Williams[10].

Débuts en tant que pilote-essayeur :
- Nicholas Latifi chez Force India ;
- Oliver Rowland chez Williams F1 Team[11] ;
- Jack Aitken chez Renault[12] ;
- Artem Markelov chez Renault[12].

### Écuries
- McLaren Racing signe pour trois saisons (2018-2019-2020) avec le motoriste Renault après trois années de contrat avec Honda[13].
- La Scuderia Toro Rosso qui disposait d'un moteur Renault[14], est désormais motorisée par Honda en 2018[15].
- Aston Martin devient le sponsor-titre de Red Bull Racing qui conserve un moteur TAG Heuer d'origine Renault[16].
- Alfa Romeo devient le sponsor-titre de Sauber qui conserve le moteur Ferrari[17],[18].
- Conséquence de son rachat par Lawrence Stroll en cours de saison, Force India perd tous les points inscrits au championnat constructeurs en première partie de saison (59 points). L'équipe prend une nouvelle dénomination et devient Racing Point Force India Team[19],[20].

### Essais hivernaux
Le circuit de Barcelone accueille à nouveau les tests hivernaux, sur une piste resurfacée, en deux sessions. Celle du 26 février au 1er mars 2018 se déroule sous des conditions météorologiques compliquées, des chutes de neige retardant même les programmes des écuries. Le dernier jour, 1er mars, Lewis Hamilton au volant de la Mercedes W09 réalise le meilleur temps absolu en pneus médiums en 1 min 19 s 333. Lors de la deuxième session d'essais de pré-saison, sur le même circuit du 6 au 9 mars 2018, Sebastian Vettel effectue un tour record en 1 min 17 s 182 quelques millièmes devant Kimi Räikkönen (1 min 17 s 221), les deux pilotes de la Ferrari SF71H effectuant des simulations de tours qualificatifs avec le nouveau composé le plus performant de Pirelli : les pneus hyper-tendres.
Par ailleurs, deux sessions de deux jours sont programmées en cours de saison, après le Grand Prix d'Espagne, les 15 et 16 mai, et avant la trêve estivale, dans la foulée du Grand Prix de Hongrie, les 31 juillet et 1er août.

## Réglementation

### Pneumatiques
Le fabricant unique Pirelli élargit sa gamme de pneumatiques pour la saison 2018 avec sept types de gommes différentes et l'apparition des « hyper-tendres » (rose), « les plus tendres jamais conçus par Pirelli ». À l'autre bout de la gamme, apparaissent les « super-durs » (orange) tandis que les pneus durs passent au bleu. Le reste de la gamme comprend les pneus « ultra-tendres » (violet), « super-tendres » (rouge), « tendres » (jaune) et « medium » (blanc).
| Désignation des gommes       | Couleur    | Couleur                                | Bande de roulement | Conditions de piste | Adhérence     | Longévité   |
| ---------------------------- | ---------- | -------------------------------------- | ------------------ | ------------------- | ------------- | ----------- |
| Hyper tendre (Hypersoft)     | Rose       |                                        | Pneu lisse (slick) | Piste sèche         | Très élevée   | Très faible |
| Ultra tendre (Ultrasoft)     | Violet     | Représentation des pneus ultra tendres | Pneu lisse (slick) | Piste sèche         | Élevée        | Faible      |
| Super tendre (Supersoft)     | Rouge      | Représentation des pneus super tendres | Pneu lisse (slick) | Piste sèche         | Satisfaisante | Courte      |
| Tendre (Soft)                | Jaune      | Représentation des pneus tendres       | Pneu lisse (slick) | Piste sèche         | Correcte      | Modérée     |
| Medium (Medium)              | Blanc      | Représentation des pneus medium        | Pneu lisse (slick) | Piste sèche         | Moyenne       | Étendue     |
| Dur (Hard)                   | Bleu glacé |                                        | Pneu lisse (slick) | Piste sèche         | Basse         | Longue      |
| Super dur (Superhard)        | Orange     |                                        | Pneu lisse (slick) | Piste sèche         | Moindre       | Élevée      |
| Intermédiaire (Intermediate) | Vert       |                                        | Pneu sculpté       | Piste humide        |               |             |
| Pluie (Wet)                  | Bleu       |                                        | Pneu sculpté       | Piste trempée       |               |             |

### Règlement technique: les nouveautés

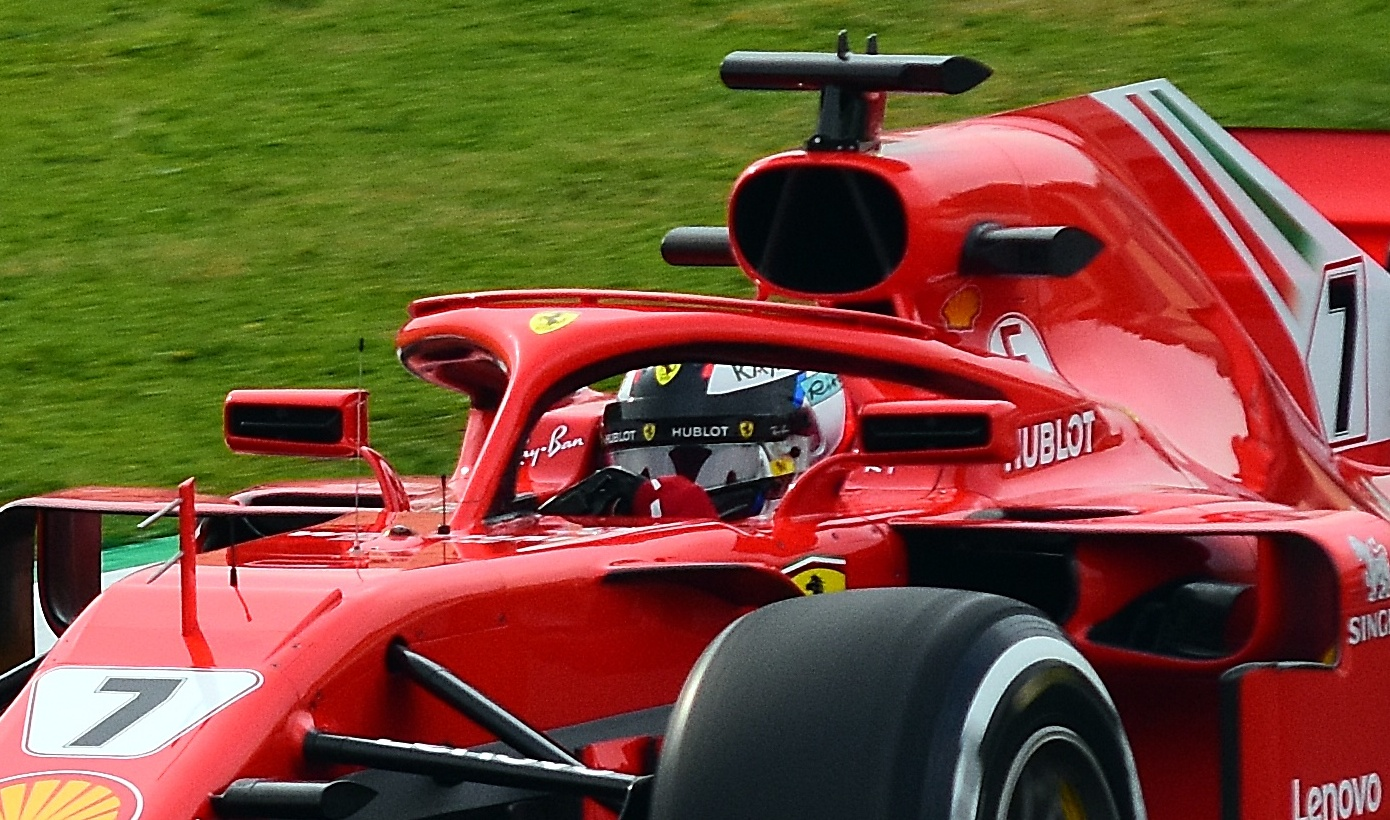
Le Halo installé sur la Ferrari SF71H de Kimi Räkkönnen

- Le « Halo », arceau de sécurité, fait son apparition pour protéger la tête des pilotes d'un choc frontal avec un objet en mouvement (comme une roue décrochée). Celui-ci est rendu obligatoire en 2018 par la FIA[25].
- Les pilotes doivent être parfaitement placés sur la grille de départ au risque d'être sanctionnés. Il leur est donc interdit de se décaler de leur emplacement, comme Sebastian Vettel lors du Grand Prix de Chine 2017[26].
- Le pouvoir sportif réduit de quatre à trois le nombre de moteurs thermiques, turbocompresseurs et MGU-H que les écuries ont le droit d’utiliser avant d'être sanctionnées. La réduction est encore plus drastique pour le système de récupération d'énergie MGU-K, la batterie et le boîtier de contrôle électronique, le quota passant de quatre à deux éléments[27],[28].

### Autres modifications
La saison 2018 marque la disparition des Grid Girls, les jeunes femmes choisies pour leur physique avantageux chargées depuis plusieurs décennies d'indiquer l'emplacement de chaque pilote sur la grille de départ de chaque Grand Prix à l'aide de pannonceaux. Liberty Media, le nouveau propriétaire des droits commerciaux de la Formule 1, a décidé de mettre un terme à cette pratique, l'estimant « clairement en contradiction avec les normes sociétales modernes ». Cette décision provoque un débat mondial, avec des personnes favorables et des acteurs qui marquent leur désaccord.
Les Grid Girls elles-mêmes déplorent de perdre un travail qu'elles disent adorer.
Le 5 février 2018, Liberty Media annonce que les Grid Girls seront remplacées par des enfants qui « seront choisis sur la base du mérite ou par tirage au sort. Ils seront également issus des compétitions de karting ou de la formule junior ».

## Pilotes et monoplaces
| Écuries                                                               | Constructeurs | Châssis                       | Moteurs                        | Pneus | no | Pilotes           | Pilotes d'essais, de réserve ou de développement  |
| --------------------------------------------------------------------- | ------------- | ----------------------------- | ------------------------------ | ----- | -- | ----------------- | ------------------------------------------------- |
| Mercedes-AMG Petronas Motorsport                                      | Mercedes      | Mercedes-AMG F1 W09 EQ Power+ | Mercedes-AMG F1 M09 EQ Power + | P     | 44 | Lewis Hamilton    | Pascal Wehrlein, George Russell Esteban Gutiérrez |
| Mercedes-AMG Petronas Motorsport                                      | Mercedes      | Mercedes-AMG F1 W09 EQ Power+ | Mercedes-AMG F1 M09 EQ Power + | P     | 77 | Valtteri Bottas   | Pascal Wehrlein, George Russell Esteban Gutiérrez |
| Scuderia Ferrari                                                      | Ferrari       | Ferrari SF71H                 | Ferrari Tipo 062 EVO           | P     | 5  | Sebastian Vettel  | Daniil Kvyat                                      |
| Scuderia Ferrari                                                      | Ferrari       | Ferrari SF71H                 | Ferrari Tipo 062 EVO           | P     | 7  | Kimi Räikkönen    | Daniil Kvyat                                      |
| Aston Martin Red Bull Racing                                          | Red Bull      | Red Bull RB14,                | TAG Heuer (Renault) R.E.18     | P     | 3  | Daniel Ricciardo  | Sébastien Buemi                                   |
| Aston Martin Red Bull Racing                                          | Red Bull      | Red Bull RB14,                | TAG Heuer (Renault) R.E.18     | P     | 33 | Max Verstappen    | Sébastien Buemi                                   |
| Sahara Force India Formula One Team Racing Point Force India F1 Team, | Force India   | Force India VJM11             | Mercedes-AMG F1 M09 EQ Power + | P     | 11 | Sergio Pérez      | Nicholas Latifi Nikita Mazepin,                   |
| Sahara Force India Formula One Team Racing Point Force India F1 Team, | Force India   | Force India VJM11             | Mercedes-AMG F1 M09 EQ Power + | P     | 31 | Esteban Ocon      | Nicholas Latifi Nikita Mazepin,                   |
| Williams Martini Racing                                               | Williams      | Williams FW41                 | Mercedes-AMG F1 M09 EQ Power + | P     | 18 | Lance Stroll      | Robert Kubica Oliver Rowland                      |
| Williams Martini Racing                                               | Williams      | Williams FW41                 | Mercedes-AMG F1 M09 EQ Power + | P     | 35 | Sergey Sirotkin   | Robert Kubica Oliver Rowland                      |
| Renault Sport Formula One Team                                        | Renault       | Renault R.S.18                | Renault R.E.18                 | P     | 27 | Nico Hülkenberg   | Jack Aitken Artem Markelov                        |
| Renault Sport Formula One Team                                        | Renault       | Renault R.S.18                | Renault R.E.18                 | P     | 55 | Carlos Sainz Jr.  | Jack Aitken Artem Markelov                        |
| Red Bull Toro Rosso Honda                                             | Toro Rosso    | Toro Rosso STR13              | Honda RA618H                   | P     | 10 | Pierre Gasly,     | Sean Gelael                                       |
| Red Bull Toro Rosso Honda                                             | Toro Rosso    | Toro Rosso STR13              | Honda RA618H                   | P     | 28 | Brendon Hartley,  | Sean Gelael                                       |
| Haas F1 Team                                                          | Haas          | Haas VF-18                    | Ferrari Tipo 062 EVO           | P     | 8  | Romain Grosjean   | Santino Ferrucci Arjun Maini                      |
| Haas F1 Team                                                          | Haas          | Haas VF-18                    | Ferrari Tipo 062 EVO           | P     | 20 | Kevin Magnussen   | Santino Ferrucci Arjun Maini                      |
| McLaren F1 Team                                                       | McLaren       | McLaren MCL33                 | Renault R.E.18                 | P     | 2  | Stoffel Vandoorne | Lando Norris                                      |
| McLaren F1 Team                                                       | McLaren       | McLaren MCL33                 | Renault R.E.18                 | P     | 14 | Fernando Alonso   | Lando Norris                                      |
| Alfa Romeo Sauber F1 Team                                             | Sauber        | Sauber C37,                   | Ferrari Tipo 062 EVO           | P     | 9  | Marcus Ericsson   | Antonio Giovinazzi Tatiana Calderon               |
| Alfa Romeo Sauber F1 Team                                             | Sauber        | Sauber C37,                   | Ferrari Tipo 062 EVO           | P     | 16 | Charles Leclerc   | Antonio Giovinazzi Tatiana Calderon               |

## Grands Prix de la saison 2018

Mappemonde représentant les pays accueillant un Grand Prix en 2018.

La Fédération internationale de l'automobile publie le 6 décembre 2017 la version définitive du calendrier de la saison 2018 à l'issue d'une réunion de son conseil mondial. Seule différence par rapport à la version provisoire publiée en juin 2017, le Grand Prix de Bahreïn échange sa place avec celui de Chine en tant que deuxième course de la saison.
« Nous sommes fiers de confirmer que les Grand Prix de France et d'Allemagne seront organisés en 2018. La France avait accueilli une des sept courses du premier championnat du monde en 1950, et elle revient au bout d'une décennie » a déclaré en juin 2017 Chase Carey, le nouveau patron de la Formule .
Le Grand Prix de France est de retour au calendrier pour la première fois depuis 2008. La course retourne au Circuit Paul Ricard, qui avait accueilli le Grand Prix de France de 1971 à 1983 en alternance avec le circuit de Dijon-Prenois et en continu de 1985 à 1990 avant que l'événement ne se déplace au Circuit de Nevers Magny- Cours,. Le Grand Prix d'Allemagne retourne au calendrier après une absence d'un an, Hockenheimring accueillant la course. Le Grand Prix de Malaisie, présent dans le cadre du championnat du monde de Formule 1 de 1999 à 2017, disparaît du calendrier.
| no  | Date         | Grand Prix                    | Lieu              | Vainqueur        | Écurie             | Pole position    | Record du tour   | Pilote du jour   | Résumé |
| --- | ------------ | ----------------------------- | ----------------- | ---------------- | ------------------ | ---------------- | ---------------- | ---------------- | ------ |
| 977 | 25 mars      | Grand Prix d'Australie        | Melbourne         | Sebastian Vettel | Ferrari            | Lewis Hamilton   | Daniel Ricciardo | Fernando Alonso  | Résumé |
| 978 | 8 avril      | Grand Prix de Bahreïn         | Sakhir            | Sebastian Vettel | Ferrari            | Sebastian Vettel | Valtteri Bottas  | Pierre Gasly     | Résumé |
| 979 | 15 avril     | Grand Prix de Chine           | Shanghai          | Daniel Ricciardo | Red Bull-TAG Heuer | Sebastian Vettel | Daniel Ricciardo | Daniel Ricciardo | Résumé |
| 980 | 29 avril     | Grand Prix d'Azerbaïdjan      | Bakou             | Lewis Hamilton   | Mercedes           | Sebastian Vettel | Valtteri Bottas  | Charles Leclerc  | Résumé |
| 981 | 13 mai       | Grand Prix d'Espagne          | Barcelone         | Lewis Hamilton   | Mercedes           | Lewis Hamilton   | Daniel Ricciardo | Lewis Hamilton   | Résumé |
| 982 | 27 mai       | Grand Prix de Monaco          | Monaco            | Daniel Ricciardo | Red Bull-TAG Heuer | Daniel Ricciardo | Max Verstappen   | Daniel Ricciardo | Résumé |
| 983 | 10 juin      | Grand Prix du Canada          | Montréal          | Sebastian Vettel | Ferrari            | Sebastian Vettel | Max Verstappen   | Sebastian Vettel | Résumé |
| 984 | 24 juin      | Grand Prix de France          | Le Castellet      | Lewis Hamilton   | Mercedes           | Lewis Hamilton   | Valtteri Bottas  | Sebastian Vettel | Résumé |
| 985 | 1er juillet  | Grand Prix d'Autriche         | Spielberg         | Max Verstappen   | Red Bull-TAG Heuer | Valtteri Bottas  | Kimi Räikkönen   | Max Verstappen   | Résumé |
| 986 | 8 juillet    | Grand Prix de Grande-Bretagne | Silverstone       | Sebastian Vettel | Ferrari            | Lewis Hamilton   | Sebastian Vettel | Lewis Hamilton   | Résumé |
| 987 | 22 juillet   | Grand Prix d'Allemagne        | Hockenheim        | Lewis Hamilton   | Mercedes           | Sebastian Vettel | Lewis Hamilton   | Lewis Hamilton   | Résumé |
| 988 | 29 juillet   | Grand Prix de Hongrie         | Budapest          | Lewis Hamilton   | Mercedes           | Lewis Hamilton   | Daniel Ricciardo | Daniel Ricciardo | Résumé |
| 989 | 26 août      | Grand Prix de Belgique        | Spa-Francorchamps | Sebastian Vettel | Ferrari            | Lewis Hamilton   | Valtteri Bottas  | Sebastian Vettel | Résumé |
| 990 | 2 septembre  | Grand Prix d'Italie           | Monza             | Lewis Hamilton   | Mercedes           | Kimi Räikkönen   | Lewis Hamilton   | Kimi Räikkönen   | Résumé |
| 991 | 16 septembre | Grand Prix de Singapour       | Singapour         | Lewis Hamilton   | Mercedes           | Lewis Hamilton   | Kevin Magnussen  | Max Verstappen   | Résumé |
| 992 | 30 septembre | Grand Prix de Russie          | Sotchi            | Lewis Hamilton   | Mercedes           | Valtteri Bottas  | Valtteri Bottas  | Max Verstappen   | Résumé |
| 993 | 7 octobre    | Grand Prix du Japon           | Suzuka            | Lewis Hamilton   | Mercedes           | Lewis Hamilton   | Sebastian Vettel | Daniel Ricciardo | Résumé |
| 994 | 21 octobre   | Grand Prix des États-Unis     | Austin            | Kimi Räikkönen   | Ferrari            | Lewis Hamilton   | Lewis Hamilton   | Max Verstappen   | Résumé |
| 995 | 28 octobre   | Grand Prix du Mexique         | Mexico            | Max Verstappen   | Red Bull-TAG Heuer | Daniel Ricciardo | Valtteri Bottas  | Max Verstappen   | Résumé |
| 996 | 11 novembre  | Grand Prix du Brésil          | São Paulo         | Lewis Hamilton   | Mercedes           | Lewis Hamilton   | Valtteri Bottas  | Max Verstappen   | Résumé |
| 997 | 25 novembre  | Grand Prix d'Abou Dabi        | Yas Marina        | Lewis Hamilton   | Mercedes           | Lewis Hamilton   | Sebastian Vettel | Fernando Alonso  | Résumé |

## Déroulement de la saison et faits marquants du championnat

### Grand Prix d'Australie
Comme lors de l'édition précédente, et pour la septième fois sur le circuit de l'Albert Park, Lewis Hamilton part en pole position. Pour obtenir son 73e départ depuis la tête, il bat le record du circuit ; Kimi Räikkönen l'accompagne en première ligne tandis que Sebastian Vettel occupe la deuxième ligne avec Max Verstappen dont le coéquipier Daniel Ricciardo, auteur du cinquième temps, est pénalisé d'un recul de trois places. Les deux Haas-Ferrari obtiennent le meilleur résultat en qualifications de leur histoire, Kevin Magnussen précédant Romain Grosjean en troisième ligne. Nico Hülkenberg part en quatrième ligne, devant Ricciardo. Valtteri Bottas, victime d'un gros accident dès le début de son tour rapide, provoque une interruption au drapeau rouge et doit partir de loin compte tenu de la reconstruction de sa monoplace.
Avec un peu de chance, Sebastian Vettel s'impose au terme des cinquante-huit tours de l'épreuve d'ouverture, obtenant sa quarante-huitième victoire et le centième podium de sa carrière. Comme en 2017, il gagne à la faveur des arrêts au stand, sur un coup stratégique de son écurie et, cette fois, un évènement inattendu. Son coéquipier Kimi Räikkönen, en deuxième position, rentre le premier aux stands, dès le 18e tour. Mercedes, en réaction, procède au changement des pneumatiques du leader Hamilton dès le tour suivant alors que Vettel continue en piste. Au 24e tour, Romain Grosjean, relâché de la voie des stands avec un écrou mal serré, s'arrête au bord du circuit et provoque le déclenchement de la procédure de voiture de sécurité virtuelle. Vettel profite de l'occasion pour rentrer au stand et en ressort juste devant Hamilton qui, lui, a été contraint de ralentir. À partir de là, qu'il soit à moins d'une seconde avec la possibilité d'utiliser son aileron arrière mobile ou repoussé plus loin, le Britannique n'est jamais en mesure de dépasser son rival.
Les deux pilotes Haas F1 Team renvoyés en piste avec un écrou mal serré à cause d'un pistolet pneumatique défectueux, sont tous deux contraints à l'abandon, à un tour d'écart, alors qu'ils roulaient l'un après l'autre en quatrième position. Räikkönen, en résistant jusqu'au bout à Daniel Ricciardo (auteur du meilleur tour), prend la troisième place alors que Fernando Alonso, cinquième, égale son meilleur résultat chez McLaren. Il précède Max Verstappen, parti en tête à queue au dixième tour et Nico Hülkenberg, septième devant Valtteri Bottas qui a navigué toute la course loin des hommes de tête. Stoffel Vandoorne en terminant neuvième, permet à McLaren de placer ses deux monoplaces dans les points, tout comme Carlos Sainz Jr. qui prend le point restant pour Renault.
Vettel occupe donc la tête du championnat des pilotes avec 25 points, devant Hamilton (18 points) et Räikkönen (15 points). Au classement des constructeurs, Ferrari possède 40 points et devance Mercedes (22 points), Red Bull Racing (20 points), McLaren (12 points) et Renault (7 points).

### Grand Prix de Bahreïn
Les Ferrari SF71H dominent les qualifications sur le circuit de Sakhir et permettent à la Scuderia Ferrari de monopoliser la première ligne, ce qu'elle n'avait plus réalisé depuis le Grand Prix de Hongrie 2017. Sebastian Vettel, en battant Kimi Räikkönen de 143 millièmes de seconde lors de sa deuxième tentative en Q3, obtient la cinquante-et-unième pole position de sa carrière et sa troisième à Bahreïn depuis 2010, ce qui constitue un record. Moins à l'aise, les Mercedes W09 réalisent les troisième et quatrième temps mais seul Valtteri Bottas reste en deuxième ligne, aux côtés de Daniel Ricciardo, Lewis Hamilton étant pénalisé d'un recul de cinq places consécutif au changement de sa boîte de vitesses ; il s'élance du neuvième rang. Au volant de sa Toro Rosso STR13 à moteur Honda, Pierre Gasly obtient le meilleur résultat de sa jeune carrière en qualifications, en partant de la troisième ligne, devant la Haas VF-18 de Kevin Magnussen. Victime d'un accident lors de la première phase qualificative, Max Verstappen prend le départ depuis la huitième ligne.
Sebastian Vettel n'avait jamais gagné deux courses consécutives depuis qu'il pilote pour Ferrari, qui n'avait plus remporté les deux premiers Grand Prix de la saison depuis 2004 ; c'est désormais chose faite au terme des cinquante-sept tours de course. Lewis Hamilton et Valtteri Bottas, passé deuxième devant Räikkönen dès l'extinction des feux, partent pour n'effectuer qu'un seul arrêt au stand, les Ferrari, sur des choix de pneumatiques différents, devant en effectuer deux. Lors de son deuxième arrêt, au 36e tour, Kimi Räikkönen, alors troisième, est libéré trop hâtivement et renverse un mécanicien qui n'a pas réussi à changer sa roue arrière gauche. Le Finlandais stoppe sa voiture dans la voie des stands et abandonne. Hamilton étant remonté jusqu'à la troisième place, on indique par radio au pilote allemand qu'il doit finir la course sans repasser par les stands. Dans les dix derniers tours, Vettel perd progressivement de l'adhérence et voit Bottas revenir dans ses rétroviseurs. Il parvient à le contenir jusqu'au bout et franchit la ligne d'arrivée avec une marge de 6 dixièmes de seconde ; Hamilton, qui termine à 6 secondes, est l'auteur au cinquième tour d'un spectaculaire triple dépassement sur Alonso, Ocon et Hülkenberg en bout de ligne droite, lui permettant de passer de la neuvième à la sixième place.
Quatrième dans sa Toro Rosso, à plus d'une minute, Pierre Gasly réalise le meilleur résultat de Honda depuis son retour en tant que motoriste en 2015 ; pour son septième départ en Formule 1, il marque ses 12 premiers points. Il devance Kevin Magnussen et Nico Hülkenberg, sixième et dernier pilote dans le même tour que le vainqueur. Les McLaren-Renault sont à nouveau dans les points Fernando Alonso terminant septième devant Stoffel Vandoorne. Marcus Ericsson, qui n'avait plus marqué depuis cinquante courses, inscrit deux points pour l'écurie Sauber et Esteban Ocon prend le dernier point en jeu. Les deux Red Bull ont dû abandonner dès les premiers tours de course, Verstappen sur problème de différentiel après une crevaison et Ricciardo sur un problème électrique.
Au championnat des pilotes, Vettel, avec 50 points, le maximum réalisable, devance Hamilton (33 points), Bottas (22 points), Alonso (16 points) et Räikkönen resté à 15 points. Au classement des constructeurs, Ferrari possède 65 points et devance Mercedes (55 points), McLaren (22 points), Red Bull Racing (20 points), Renault (15 points), Scuderia Toro Rosso (12 points), Haas (10 points), Sauber (2 points) et Force India (1 point) ; Williams F1 Team reste la seule écurie à n'avoir pas encore marqué de point.

### Grand Prix de Chine

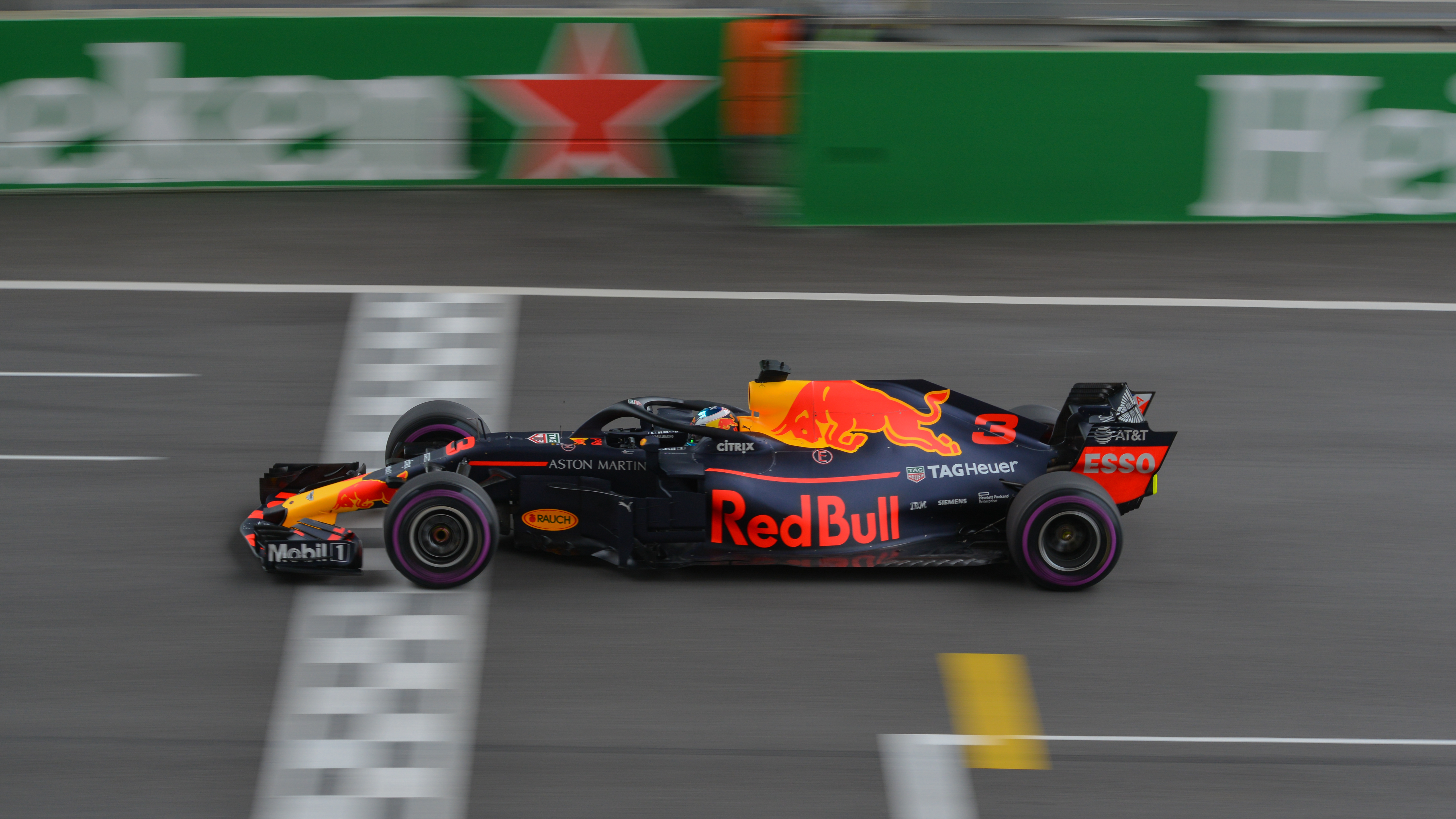
Daniel Ricciardo au Grand Prix de Chine 2018.

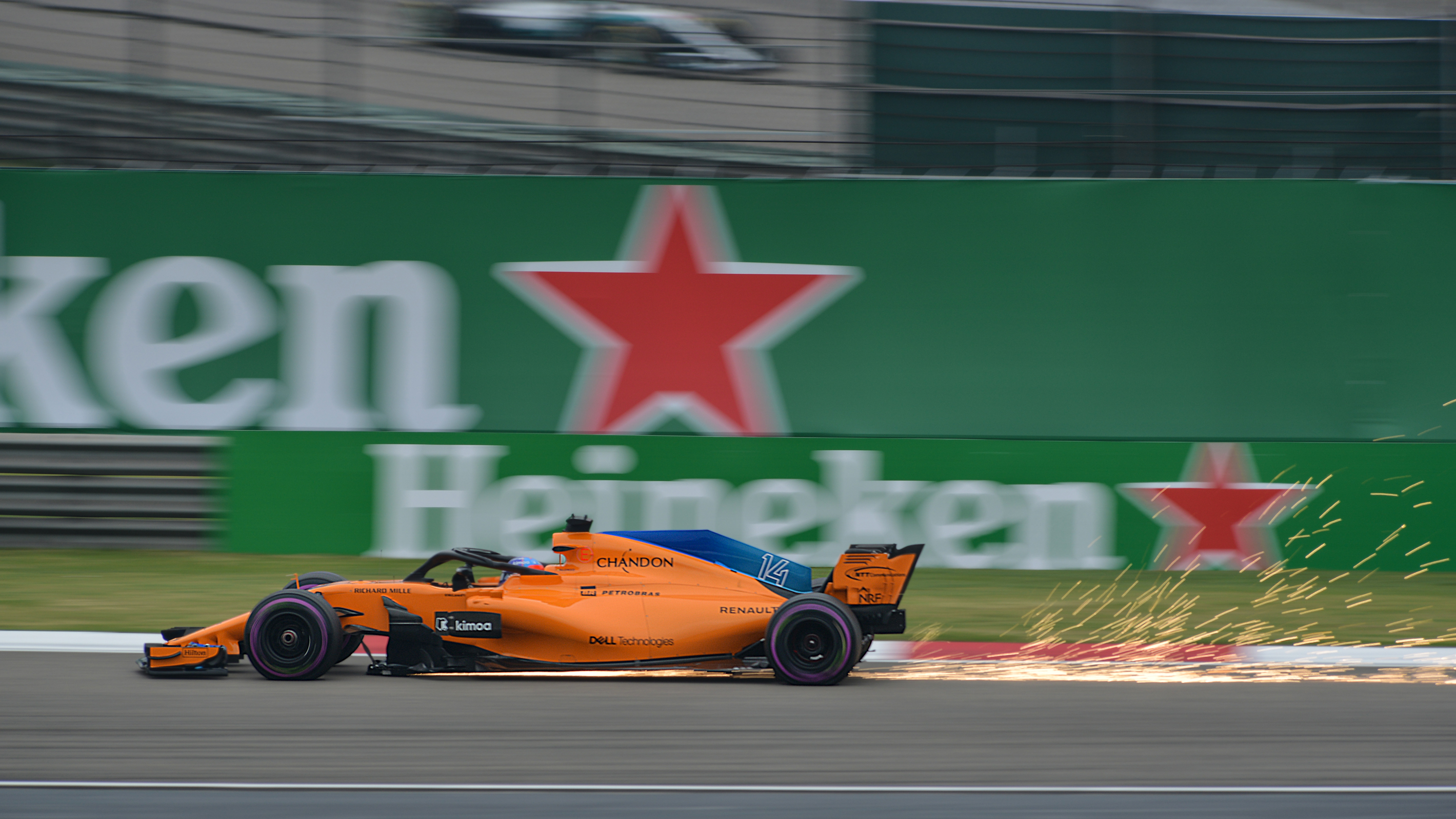
Fernando Alonso au Grand Prix de Chine 2018.

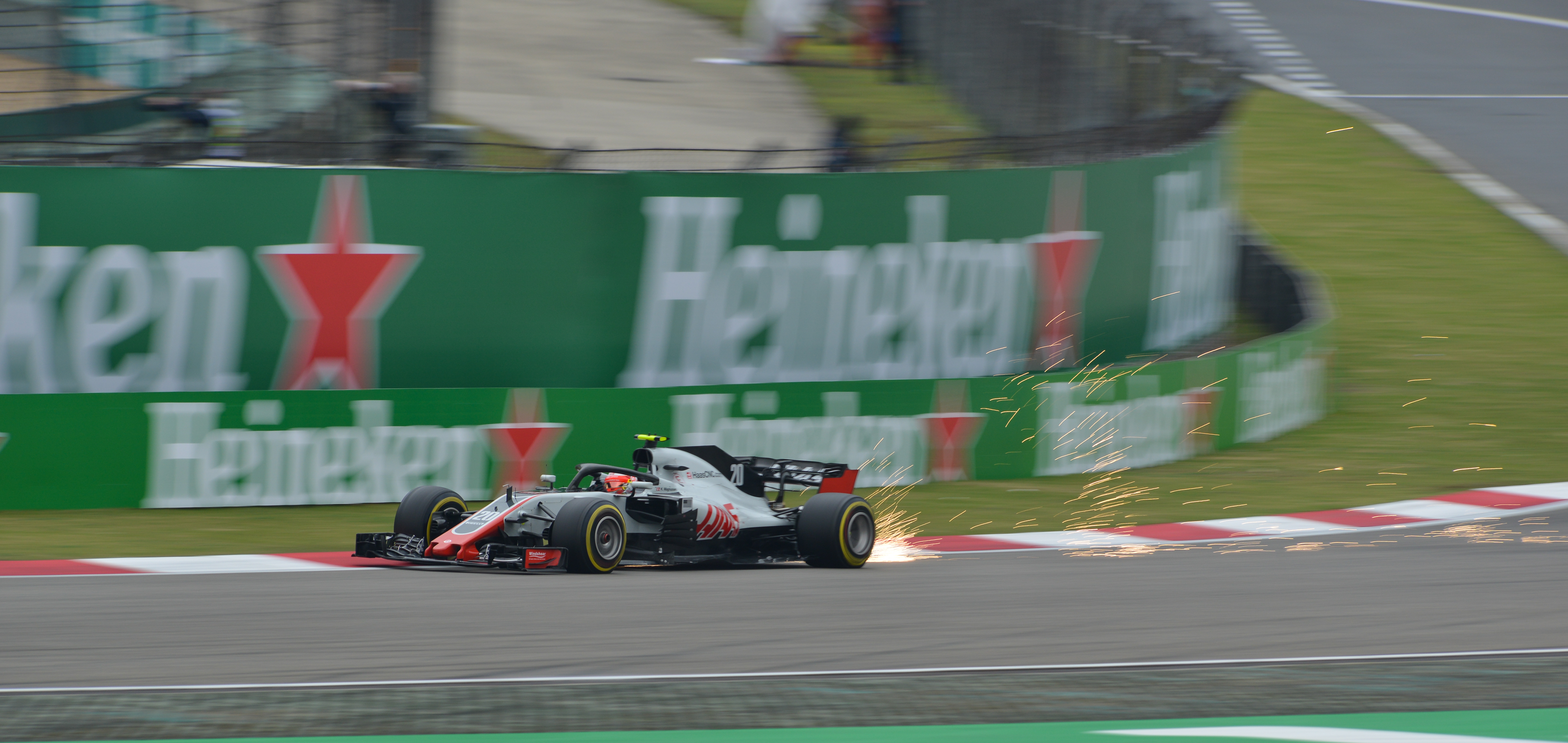
Kevin Magnussen au Grand Prix de Chine 2018.

Les Mercedes, toujours parties depuis la pole position sur le circuit de Shanghai depuis 2012, n'arrivent pas à faire fonctionner correctement les nouveaux pneumatiques ultra tendres de Pirelli et, lors d'une séance de qualification ventée, manquent de rythme par rapport aux Ferrari. Les monoplaces rouges luttent entrent-elles pour la première place de la grille et Kimi Räikkönen, qui prend les devants lors de sa première tentative en Q3, améliore encore au terme de son deuxième tour rapide ; il est finalement battu de 87 millièmes de seconde par son coéquipier qui établit, en 1 min 31 s 095, le nouveau record de la piste. Sebastian Vettel obtient la cinquante-deuxième pole position de sa carrière, sa deuxième consécutive, et l'écurie de Maranello place ses deux voitures sur la première ligne dans deux Grands Prix consécutifs pour la première fois depuis les Grand Prix des États-Unis et de France en 2006 ; elles n'avaient plus obtenu la pole position en Chine depuis la première édition, en 2004. Valtteri Bottas réalise le troisième temps à plus d'une demi-seconde et Lewis Hamilton, quatrième, ne va même pas au bout de sa deuxième tentative. Les Red Bull de Max Verstappen et Daniel Ricciardo sont en troisième ligne, devant la Renault de Nico Hülkenberg et la Force India de Sergio Pérez.
L'occasion qu'a représenté la sortie de la voiture de sécurité puis une série de meilleurs tours et de dépassements tranchants, permettent à Daniel Ricciardo de remporter la sixième victoire de sa carrière, lesquelles ont toutes été obtenues sans jamais partir d'une des trois premières places sur la grille. La course bascule une première fois quand Sebastian Vettel, en tête durant les vingt premiers tours, subit un undercut réussi de Valtteri Bottas et ressort des stands derrière le Finlandais qui s'est arrêté un tour plus tôt. Les deux repartent en pneus médiums pour aller au bout de la course, de même que Kimi Räikkönen et Lewis Hamilton. Au 31e tour, Pierre Gasly accroche son coéquipier Brendon Hartley dans l'épingle du circuit ; les nombreux débris de fibre de carbone lâchés sur la piste par leurs monoplaces provoquent la sortie de la voiture de sécurité. Les pilotes Red Bull, opportunément placés sur le circuit, peuvent plonger directement dans les stands et chausser tous deux des pneus tendres sans perte de temps. Dès lors, les RB14 à moteur Renault sont les plus rapides en piste. En tentant de dépasser Hamilton, Max Verstappen le touche légèrement et part hors-piste ; il envoie peu après Vettel en tête-à-queue, ce qui lui vaut une pénalité de dix secondes. Au contraire de son coéquipier, Daniel Ricciardo trace efficacement son chemin vers la victoire à coups de meilleurs tours en course et dépasse successivement Räikkönen, Hamilton, Vettel et enfin Bottas, au 44e tour. Il déclare : « Je ne gagne jamais de course ennuyante ! » Bottas et Räikkönen l'accompagnent sur le podium, Hamilton est quatrième, devant Verstappen pénalisé. Nico Hülkenberg et Fernando Alonso se classent sixième et septième après avoir dépassé Vettel, en perdition à cause de ses pneumatiques rendus inefficaces par sa toupie ; le leader du championnat se contente donc des quatre points de la huitième place. Carlos Sainz Jr. et Kevin Magnussen ferment la marche dans les points à l'issue d'une course où les vingt voitures engagées sont classées, Brendon Hartley, qui a abandonné, ayant accompli plus de 90 % de la distance totale.
Sebastian Vettel conserve la tête du championnat du monde avec 54 points et devance Hamilton (45 points) et Bottas (40 points). Ricciardo (37 points) prend désormais la quatrième place, devant Räikkönen (30 points) et Alonso (22 points). Mercedes mène dorénavant le classement des constructeurs avec 85 points et devance d'un point Ferrari (84 points). Red Bull Racing, avec 55 points, passe devant McLaren (28 points) ; suivent Renault (25 points), Scuderia Toro Rosso (12 points), Haas (11 points), Sauber (2 points) et Force India (1 point). Williams F1 Team reste la seule écurie à n'avoir pas encore marqué de point.

### Grand Prix d'Azerbaïdjan

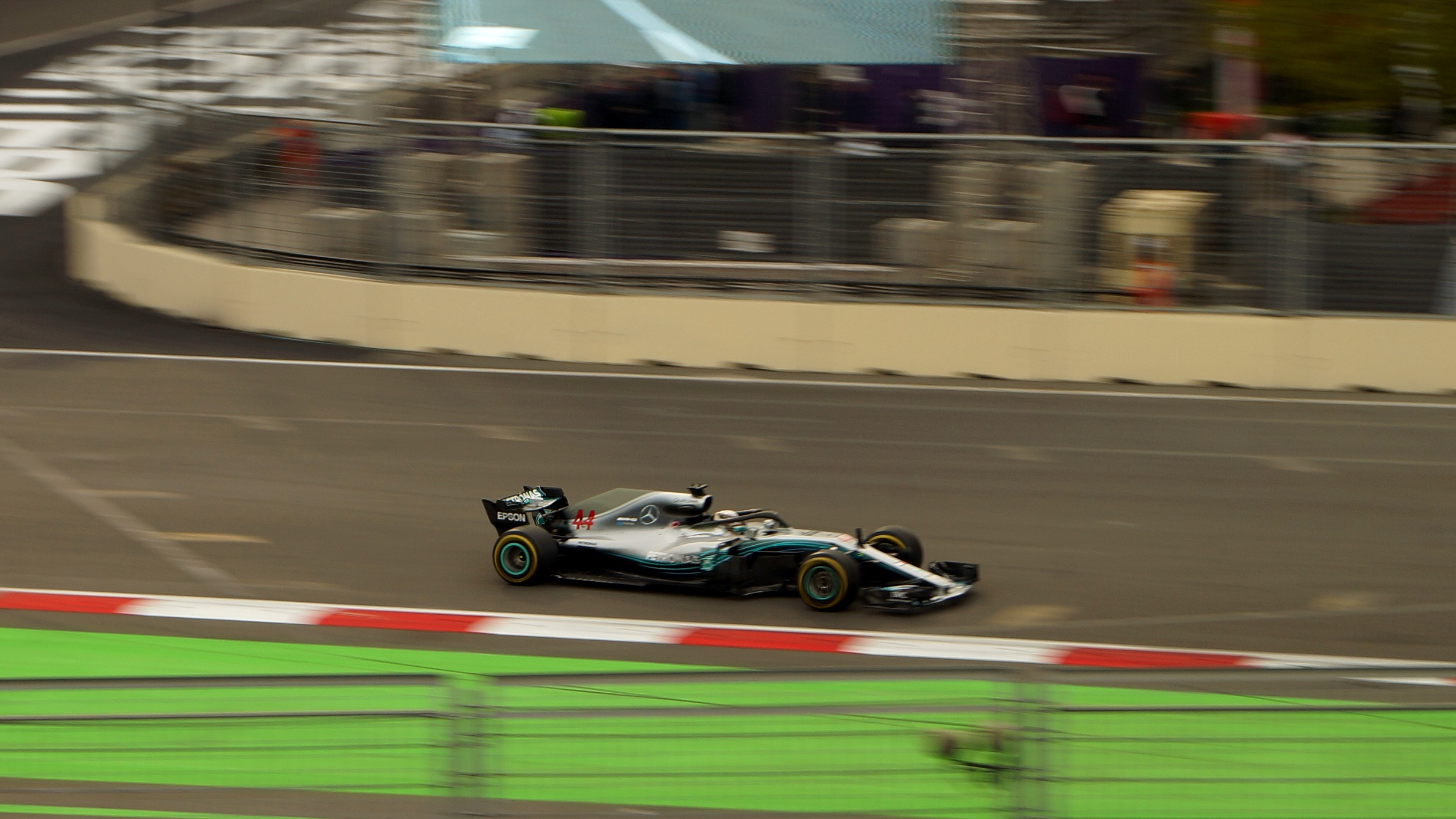
Lewis Hamilton à Bakou en 2018.

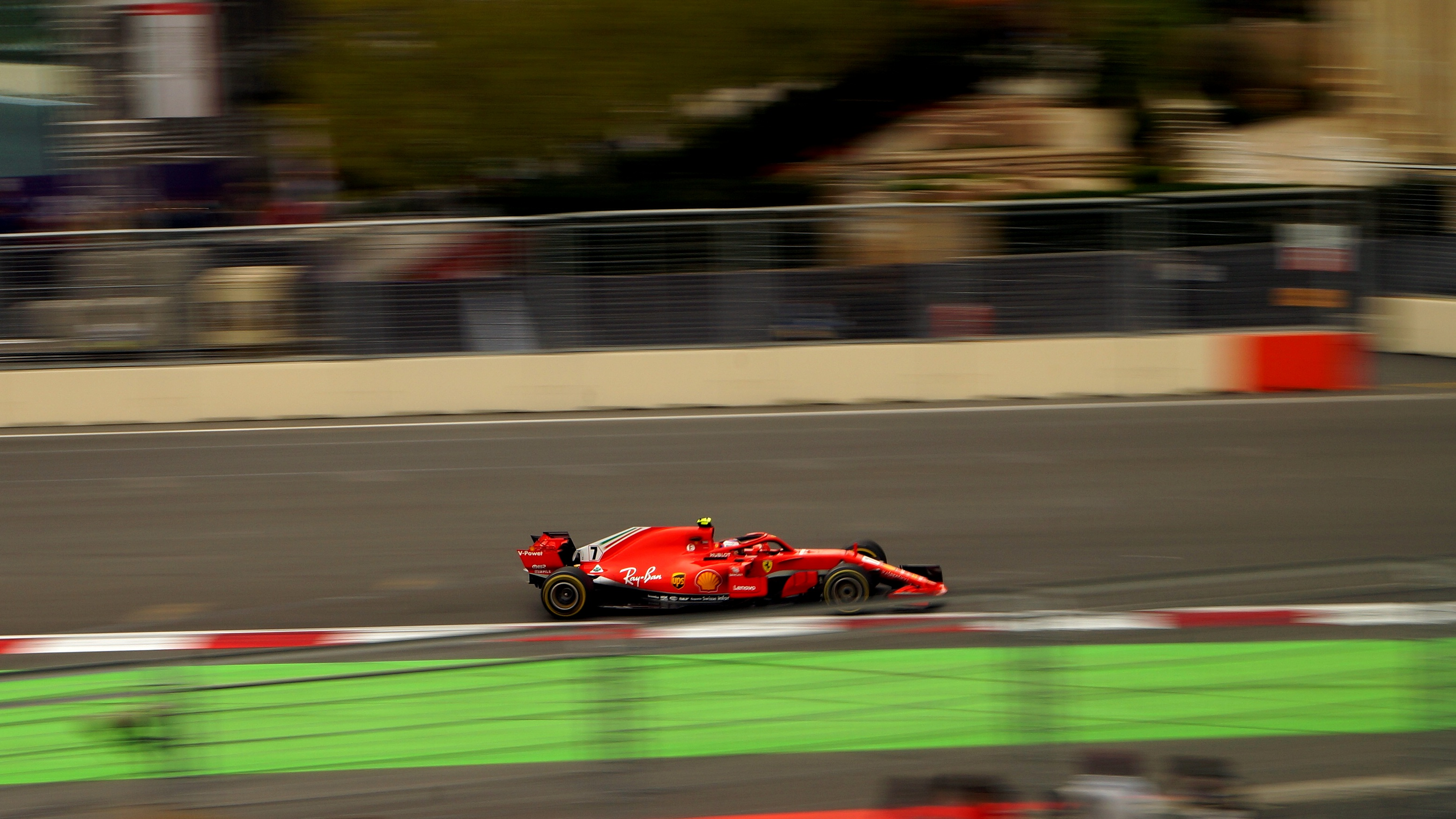
Kimi Räikkönen à Bakou en 2018.

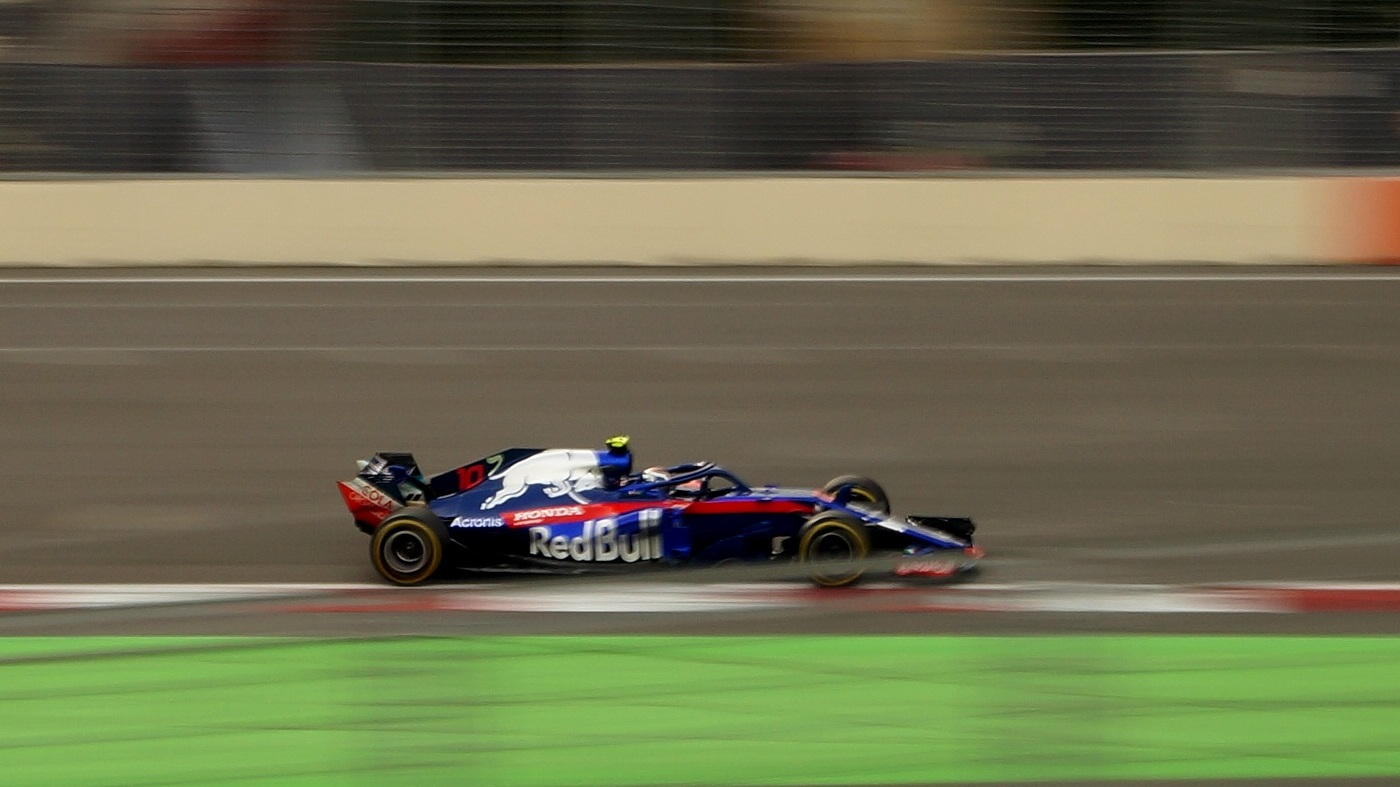
Pierre Gasly à Bakou en 2018.

Les deux Renault et les deux Force India atteignent la troisième phase qualificative, aux côtés des trois écuries de pointe que sont Ferrari, Mercedes et Red Bull Racing ; elles occupent les quatrième et cinquième lignes mais Nico Hülkenberg, auteur du neuvième temps, est pénalisé d'un recul de cinq places après un changement de boîte de vitesses. Si Kimi Räikkönen se montre le plus rapide en Q1 et en Q2 et bat les records des deux premiers secteurs du circuit lors de son ultime tentative en Q3, un énorme travers à la sortie du dernier virage met fin à ses espoirs de pole position : il doit se contenter d'un départ en troisième ligne avec le sixième temps, derrière Max Verstappen tandis que son coéquipier Sebastian Vettel, qui réussit le tour le plus rapide dès sa première tentative, obtient sa troisième pole position consécutive, une série qu'il n'avait plus réalisée depuis l'année de son quatrième titre mondial. Il s'élance en tête pour la 53e fois de sa carrière, accompagné en première ligne par Lewis Hamilton qu'il devance de 179 millièmes de seconde. Pour la première fois dans l'histoire de la Formule 1, deux quadruples champions du monde s'élancent de la première ligne. La deuxième ligne est occupée par Valtteri Bottas et Daniel Ricciardo.
Des circonstances favorables permettent à Lewis Hamilton de remporter sa première victoire de la saison, la soixante-troisième de sa carrière. Sebastian Vettel, parti de la pole position, mène les trente premiers tours, gérant parfaitement une première relance consécutive à la sortie de la voiture de sécurité dès le premier tour après un accrochage entre Esteban Ocon, qui abandonne, et Kimi Räikkönen, repoussé au treizième rang. Vettel cède les commandes à Valtteri Bottas quand il rentre au stand pour chausser des pneumatiques tendres alors qu'Hamilton, le premier à s'être arrêté, roule en troisième position. Au quarantième tour, les deux Red Bull, en lutte pour le podium, s'accrochent et abandonnent après que Daniel Ricciardo a tenté de dépasser Max Verstappen. Lorsque la voiture de sécurité sort pour permettre l'évacuation des monoplaces, Bottas en profite pour passer des pneus ultra tendres, sans aucune perte de temps, et conserver la tête de l'épreuve tandis que tous les autres pilotes chaussent les gommes violettes pour finir la course. La durée de la procession s'allonge encore lorsque Romain Grosjean, qui tente de chauffer ses pneumatiques, perd le contrôle de sa Haas qu'il écrase dans le mur ; une fois la monoplace dégagée, il ne reste plus que quatre tours de course. À la relance, Vettel, à pleine vitesse, tente de dépasser Bottas, bloque ses roues en bout de ligne droite et doit virer large : Hamilton, son coéquipier Kimi Räikkönen revenu dans le match et Sergio Pérez lui passent devant. À trois tours du but, Bottas à qui la victoire semble promise, roule sur un débris et abandonne lorsque sa roue arrière droite déchape. Hamilton l'emporte alors devant Räikkönen et Pérez, qui monte sur son premier podium depuis le Grand Prix d'Europe 2016, sur le même circuit. Vettel, quatrième, laisse la première place du championnat à Hamilton. Carlos Sainz Jr., cinquième, obtient le meilleur résultat de Renault depuis son retour en tant que constructeur en 2016, suivi par Charles Leclerc qui marque ses premiers points en Formule 1 et offre une sixième place à Sauber en prenant le meilleur sur Fernando Alonso en fin de course. Lance Stroll huitième, ouvre le compteur de Williams, devant Stoffel Vandoorne et Brendon Hartley qui marque lui aussi pour la première fois, en se classant dixième.
Grâce à sa victoire, Lewis Hamilton, avec 70 points, ravit la tête du championnat à Sebastian Vettel (66 points). Räikkönen (avec 48 points) précède désormais Bottas (resté à 40 points) et Ricciardo (resté à 37 points). Ferrari (114 points) repasse en tête du championnat du monde des constructeurs et devance Mercedes (110 points) et Red Bull Racing (55 points) ; suivent McLaren (36 points), Renault (35 points) et Force India (16 points) qui domine Scuderia Toro Rosso (13 points), Haas (11 points), Sauber (10 points) et Williams qui marque ses 4 premiers points. Toutes les écuries engagées ont désormais inscrit des points au championnat du monde.

### Grand Prix d'Espagne
« J'avais besoin de cette pole position », déclare Lewis Hamilton, pourtant absent du Top 3 lors des deux premières phases qualificatives. Le quadruple champion du monde britannique domine en deux temps la dernière partie des qualifications, bat le record de la piste catalane en 1 min 16 s 173 et part en tête pour la soixante-quatorzième fois de sa carrière. Pour repousser les assauts de son coéquipier Valtteri Bottas, qui se place finalement à ses côtés en première ligne pour la première fois de la saison, Hamilton doit améliorer son temps lors de sa deuxième tentative ; 40 millièmes de seconde seulement séparent les deux coéquipiers. Les deux Ferrari, partent de la deuxième ligne, Sebastian Vettel se montrant le pilote le plus fringant des deux premières phases de la séance qualificative. Derrière Kimi Räikkönen, la troisième ligne est occupée par Max Verstappen qui devance Daniel Ricciardo, son partenaire chez Red Bull Racing, de 2 millièmes de seconde. Les trois écuries de pointe creusent des écarts importants par rapport au reste du plateau, Kevin Magnussen et Fernando Alonso étant relégués, en quatrième ligne, à presque une seconde des Red Bull.

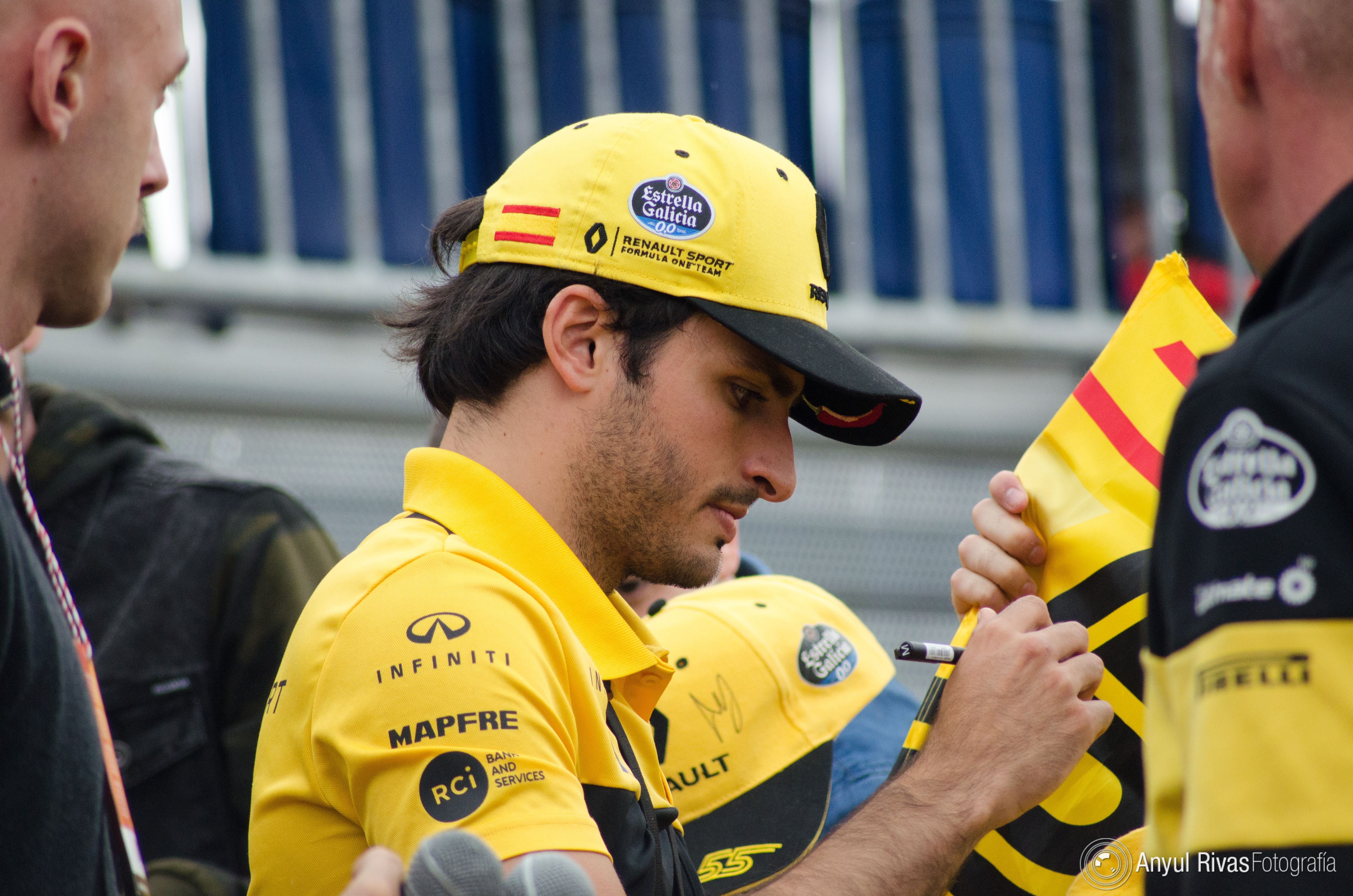
Carlos sainz Jr. lors de l'édition 2018 de son Grand Prix national.

Mercedes Grand Prix réalise son premier doublé de la saison, le quarante-et-unième de son histoire au terme d'une course où Lewis Hamilton n'a jamais été inquiété. Le quadruple champion du monde britannique remporte le soixante-quatrième Grand Prix de sa carrière, estimant que c'est la première fois cette saison qu'il s'est trouvé « en parfaite symbiose » avec sa machine, ce qui se traduit par une avance de plus de vingt secondes sur Valtteri Bottas à l'arrivée. Au départ de l'épreuve, Sebastian Vettel bondit en deuxième position derrière Hamilton. Dans le virage no 3, Romain Grosjean mord sur l'herbe, part en tête-à-queue et, en tentant de récupérer sa voiture, traverse la piste au milieu du peloton. Nico Hülkenberg et Pierre Gasly ne peuvent l'éviter ; ce triple abandon provoque la sortie de la voiture de sécurité pour six tours et Grosjean, pénalisé d'un recul de trois places sur la grille de départ du Grand Prix de Monaco, perd deux points sur sa super-licence. Après le ballet des arrêts au stand, Hamilton mène devant Vettel, Bottas, Verstappen, Ricciardo, Magnussen et Sainz alors que Räikkönen a dû abandonner sur casse de son turbocompresseur. Au quarantième tour, Esteban Ocon tombe en panne au bord du circuit. La voiture de sécurité virtuelle est déployée pour dégager sa Force India et Vettel, victime d'une dégradation excessive de ses pneus médiums, en profite pour procéder à un second arrêt pour se chausser de neuf ; celui-ci s'éternise et il ne ressort qu'en quatrième position, derrière Verstappen. Il ne parvient pas à le rattraper, bien que l'aileron avant de la Red Bull soit endommagé après un contact avec la Williams de Lance Stroll lors de la relance. Le Néerlandais obtient ainsi son premier podium de l'année, derrière les deux pilotes des Flèches d'argent. Vettel concède treize points à Hamilton en finissant quatrième devant Ricciardo, dernier pilote dans le tour du vainqueur, qui réalise le meilleur tour à cinq boucles de l'arrivée. Kevin Magnussen termine sixième en maintenant derrière lui Carlos Sainz Jr. et Fernando Alonso qui occupait le douzième rang à mi-course tandis que Sergio Pérez dépasse Charles Leclerc pour le gain de la neuvième place en fin de course, le jeune Monégasque marquant pour la deuxième fois consécutive au volant de sa Sauber.
Lewis Hamilton, avec 95 points, augmente à 17 points son avance en tête du championnat sur Sebastian Vettel (78 points). Bottas (avec 58 points) précède désormais Kimi Räikkönen (resté à 48 points) et Ricciardo (47 points). Mercedes (153 points) repasse en tête du championnat du monde des constructeurs et devance Ferrari (126 points) et Red Bull Racing (80 points) ; suivent Renault (41 points), passé devant McLaren (40 points), Haas (19 points), passé devant Force India (18 points) et Scuderia Toro Rosso (13 points) puis Sauber (11 points) et Williams (4 points).

### Grand Prix de Monaco
Des premiers essais libres à la troisième phase des qualifications, Daniel Ricciardo domine tous ses rivaux entre les rails du tracé monégasque. Il abaisse progressivement le record du circuit de 3,337 km pour le porter à 1 min 10 s 810 et obtenir, avec une avance de 229 millièmes de seconde sur Sebastian Vettel, la deuxième pole position de sa carrière après celle obtenue au même endroit en 2016. Sebastian Vettel sort vainqueur du duel qui l'oppose à Lewis Hamilton, pour partir en première ligne derrière l'Australien. Auteur du troisième temps, Hamilton s'élance de la deuxième ligne, juste devant Kimi Räikkönen. Valtteri Bottas et Esteban Ocon occupent la troisième ligne tandis que la quatrième est entièrement espagnole, Fernando Alonso plaçant sa McLaren MCL32 devant la Renault R.S.18 de Carlos Sainz. Max Verstappen ayant accidenté sa Red Bull RB14 à la fin de troisième séance d'essais libres n'a pas disputé les qualifications ; repêché, il s'élance depuis la dernière place sur la grille.
Les six premiers pilotes sur la grille de départ d'une course intégralement menée par Daniel Ricciardo sont les six premiers sur la ligne d'arrivée. Pour remporter la septième victoire de sa carrière, sa deuxième de la saison, le pilote australien doit composer, dès le 18e tour de course, avec un problème de perte de 25 % de la puissance de son moteur (dû à la rupture de son MGU-K), qu'il doit dès lors ménager en se contentant de seulement six rapports de boîte sur huit. Il doit, selon ses propres termes, « rouler lentement ». Derrière lui, ses rivaux sont aux prises avec la dégradation de leurs pneumatiques, si bien qu'un « petit train » se forme avec des écarts minimes, personne ne se risquant à dépasser ou n'étant en mesure de le faire. Ainsi, seulement 25 secondes séparent le vainqueur de son coéquipier Max Verstappen, neuvième et auteur du meilleur tour dans sa soixantième boucle après avoir remonté onze places. Au bout de cinquante-six tours, les positions finales donnant droit aux points sont figées : Vettel, Hamilton, Bottas, Raïkkönen, Ocon, Gasly, Hülkenberg, Verstappen et Sainz font l'accordéon derrière Ricciardo. Pour la première fois en cinq éditions, la voiture de sécurité n'est pas sortie, même quand Charles Leclerc, en panne de freins à la sortie du tunnel, emboutit la Toro Rosso de Brendon Hartley au 70e tour, ne provoquant que le déploiement de la voiture de sécurité virtuelle l'espace d'un tour. À ce point de la saison, trois pilotes, de trois écuries différentes, Sebastian Vettel, Lewis Hamilton et Daniel Ricciardo, totalisent chacun deux succès.
Lewis Hamilton, avec 110 points, conserve la tête du championnat du monde devant Sebastian Vettel (96 points). Daniel Ricciardo (avec 72 points) précède désormais Valtteri Bottas (68 points) et Kimi Räikkönen (60 points). Mercedes (178 points) reste en tête du championnat du monde des constructeurs devant Ferrari (156 points) et Red Bull Racing (107 points) ; suivent Renault (46 points), McLaren (40 points), Force India (26 points), passé devant Haas (19 points) et Scuderia Toro Rosso (19 points) puis Sauber (11 points) et Williams (4 points).

### Grand Prix du Canada
Alors que la Scuderia Ferrari n'avait pas obtenu la pole position sur le circuit de l'île Notre-Dame depuis Michael Schumacher en 2001, Sebastian Vettel se montre deux fois le plus rapide lors de la troisième phase des qualifications, bat le record du tracé à 221,859 km/h de moyenne et part en tête pour la quatrième fois de la saison, pour la cinquante-quatrième fois de sa carrière et pour la quatrième fois à Montréal depuis 2011. Sur la première ligne, il devance Valtteri Bottas de 93 millièmes de seconde. Lewis Hamilton commet trop d'erreurs lors de ses deux tentatives et doit se contenter d'un départ en deuxième ligne, derrière Max Verstappen. De la même façon, Kimi Räikkönen mord le gazon au premier virage de son dernier tour rapide ; auteur du cinquième temps, il part en troisième ligne devant Daniel Ricciardo. Les meilleurs pilotes derrière ceux des trois écuries de pointe sont Nico Hülkenberg et Esteban Ocon sur la quatrième ligne.
Sebastian Vettel mène l'épreuve du premier au dernier tour et permet à Ferrari de gagner à Montréal après quatorze ans d'attente. Le pilote allemand s'impose pour la troisième fois de la saison et remporte la cinquantième victoire de sa carrière. Un spectaculaire accrochage au virage no 6, provoqué par Lance Stroll qui percute Brendon Hartley, conduit à la sortie de la voiture de sécurité lors des quatre premiers tours. Vettel gère parfaitement la relance et n'est jamais inquiété par Valtteri Bottas qui roule en deuxième position tout du long, tout comme Max Verstappen qui évolue derrière le Finlandais et termine dans ses échappements en réalisant le meilleur tour en course dans sa 65e boucle. Daniel Ricciardo prend le meilleur sur Kimi Räikkönen au départ puis sur Lewis Hamilton dans les stands pour finir quatrième. En difficulté durant tout le weekend, le quadruple champion du monde britannique parvient à se classer cinquième, devant Räikkönen. L'écart entre les écuries de pointe et le reste du plateau est matérialisé par le fait que les six premiers se tiennent en 27 secondes tandis que tous les autres sont relégués à un tour, voire plus, à commencer par les Renault de Nico Hülkenberg et Carlos Sainz Jr. qui se classent septième et huitième. Esteban Ocon a roulé devant elles en prenant un bon départ, mais un arrêt au stand trop long le repousse au 14e rang. Sa remontée lui permet de se classer 9e sans avoir atteint l'objectif de battre les Renault. Enfin, parti 13e sur la grille, en bagarre avec Fernando Alonso durant une bonne partie de la course, Charles Leclerc profite de l'abandon de la McLaren No 14 pour prendre le point de la 10e place.
Sebastian Vettel, avec 121 points, reprend la tête du championnat après sept manches, un point devant Lewis Hamilton (120 points). Valtteri Bottas (86 points) repasse devant Daniel Ricciardo (84 points) qui précède Kimi Räikkönen (68 points) et Max Verstappen (50 points). Mercedes (206 points) reste en tête du championnat du monde des constructeurs devant Ferrari (189 points) et Red Bull Racing (134 points) ; suivent Renault (56 points), McLaren (40 points), Force India (28 points), Haas (19 points) et Scuderia Toro Rosso (19 points) puis Sauber (12 points) et Williams (4 points).

### Grand Prix de France
Les Mercedes W09 se montrent particulièrement performantes sur le tracé varois, que tous les pilotes du plateau découvrent, la précédente édition de l'épreuve sur ce circuit s'étant déroulée en 1990. Lewis Hamilton et son coéquipier Valtteri Bottas dominent les trois séances d'essais puis Hamilton termine premier des trois phases qualificatives. Lors de sa dernière tentative, il est, l'espace d'un instant, devancé par son coéquipier mais parvient à le battre de 118 millièmes de seconde pour porter son record à soixante-quinze pole positions ; la première ligne est ainsi occupée par l'écurie quadruple championne du monde en titre. Sebastian Vettel se rapproche à trois dixièmes de seconde pour partir en deuxième ligne, devant Max Verstappen. Les trois écuries de pointe monopolisent une nouvelle fois les meilleures places sur la grille Daniel Ricciardo précédant Kimi Räikkönen sur la troisième ligne. En quatrième ligne, Carlos Sainz Jr., auteur du septième temps, devance Charles Leclerc qui, au volant de sa Sauber, atteint pour la première fois la phase finale des qualifications.
Lewis Hamilton s'est désormais imposé sur tous les circuits actuellement utilisés dans le championnat du monde, et en comptant ceux ne figurant plus au calendrier, le quadruple champion du monde britannique gagne sur une vingt-sixième piste différente au terme de 53 tours du tracé du Castellet où il n'a jamais été inquiété, leader de bout en bout hormis durant le 33e tour mené par Kimi Räikkönen au moment de son unique arrêt au stand. Hamilton remporte ainsi la soixante-cinquième victoire de sa carrière et sa troisième de la saison. La course se joue pour l'essentiel dès le départ quand Sebastian Vettel accroche Valtteri Bottas dans le premier virage ; museau explosé pour le pilote Ferrari et pneu crevé pour celui de la Mercedes conduisent à un retour au stand des deux rivaux qui repartent au fond du peloton. Vettel, jugé responsable du crash, écope d'une pénalité de cinq secondes. Un peu plus loin, toujours durant le premier tour, Esteban Ocon et Pierre Gasly s'accrochent, abandonnent et provoquent la sortie de la voiture de sécurité pour quatre tours. Alors que Vettel et Bottas remontent vers les points au fil de l'épreuve, Max Verstappen roule tout du long en deuxième position tandis que Kimi Räikkönen prend le meilleur sur Daniel Ricciardo pour le gain de la troisième place. La remontée de Vettel s'achève au cinquième rang, celle de Bottas au septième. Entre les deux, Kevin Magnussen s'intercale et prend les huit points de la sixième place. Carlos Sainz Jr., qui a roulé au troisième rang en début de course, termine huitième, à l'agonie, sa Renault en proie à un manque de puissance, devant son coéquipier Nico Hülkenberg et Charles Leclerc qui sauve le point de la dixième place en résistant jusqu'au bout à Romain Grosjean.
Lewis Hamilton, avec 145 points, reprend la tête du championnat à Sebastian Vettel (131 points). Ricciardo (avec 96 points) précède désormais Bottas (92 points) et Kimi Räikkönen (83 points). Mercedes (237 points) reste en tête du championnat du monde des constructeurs, devant Ferrari (214 points) et Red Bull Racing (164 points) ; suivent Renault (62 points), McLaren (40 points), Force India (28 points), Haas (27 points), Scuderia Toro Rosso (19 points) puis Sauber (13 points) et Williams (4 points).

### Grand Prix d'Autriche

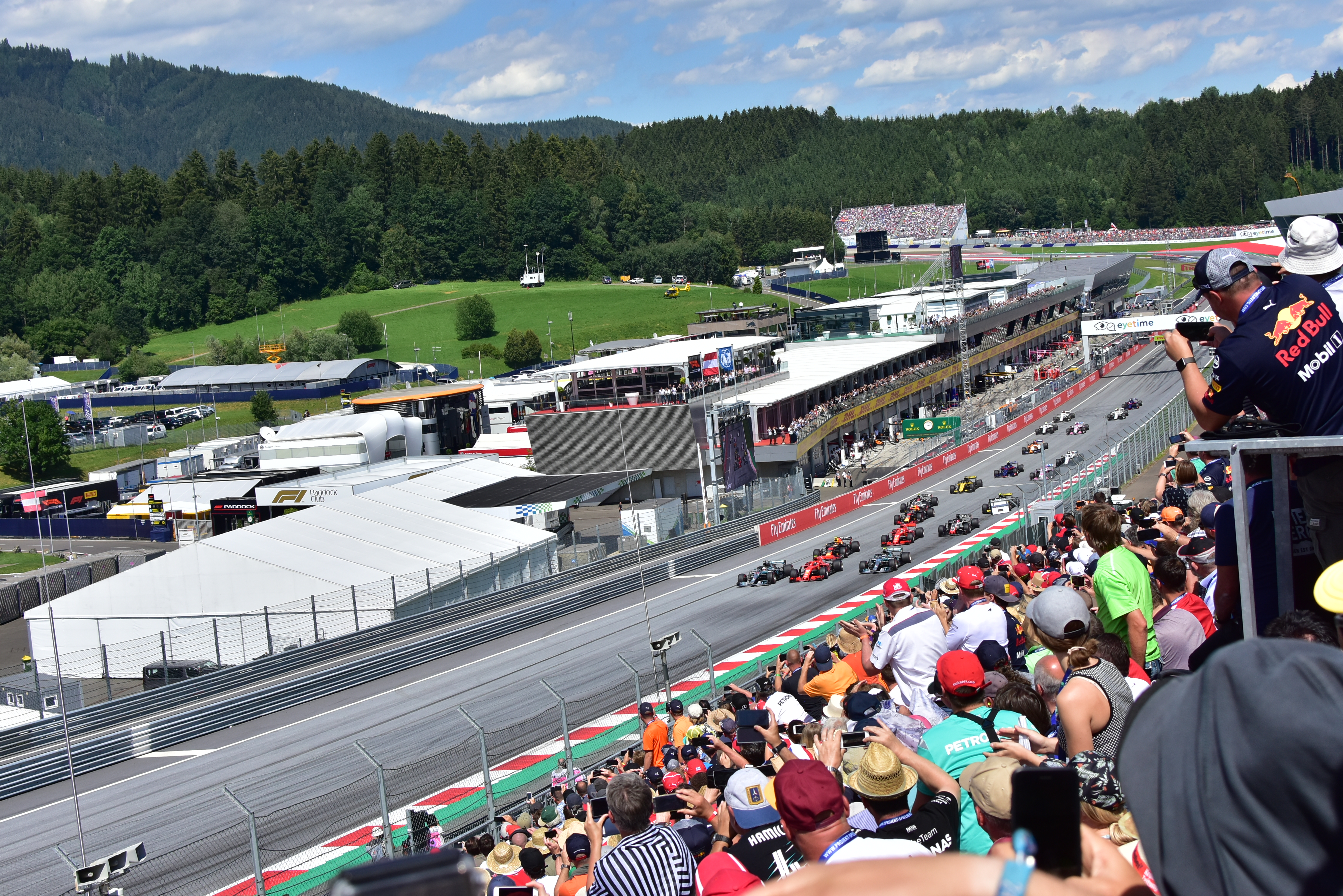
Le départ de l'épreuve.

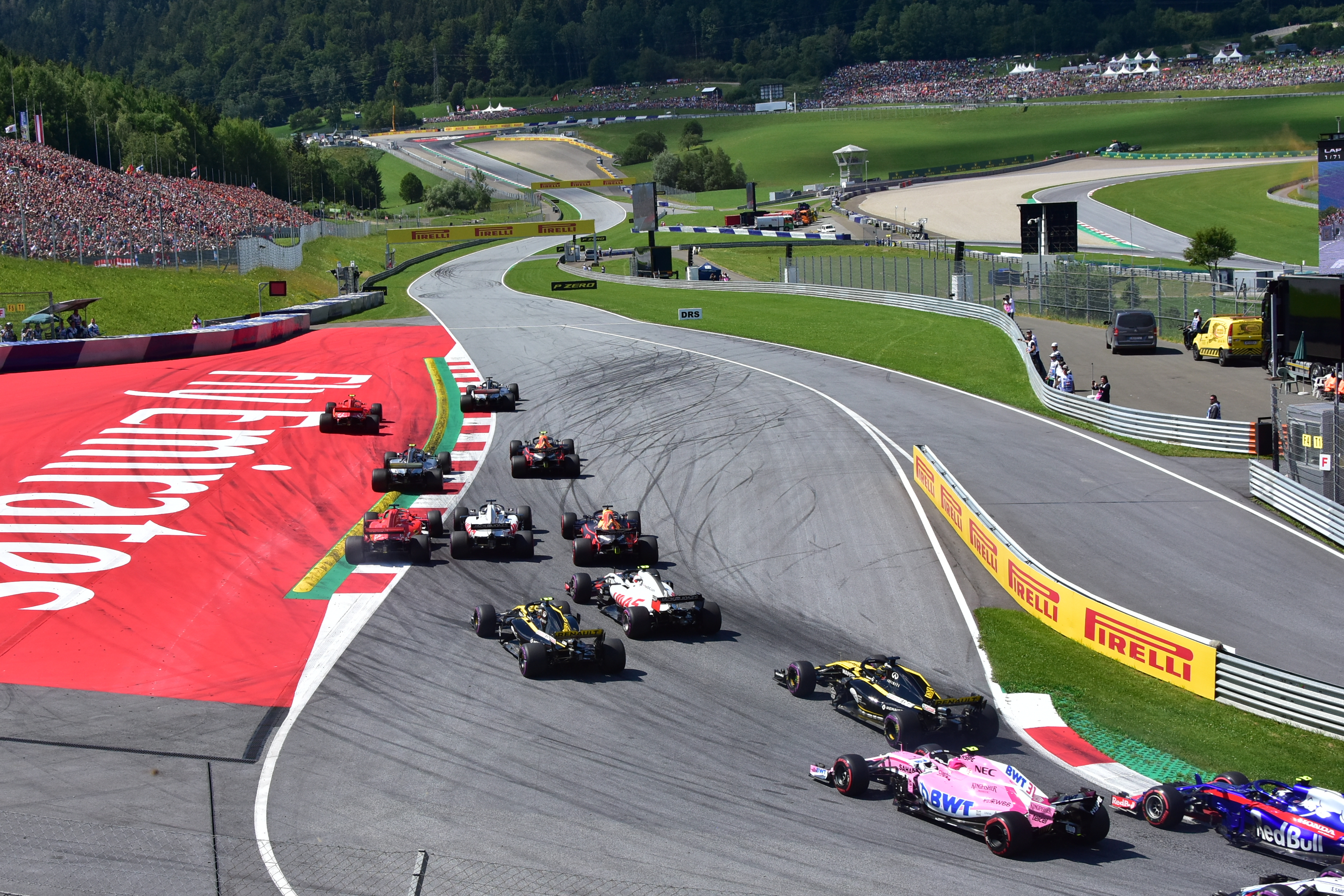
Le premier virage de l'épreuve.

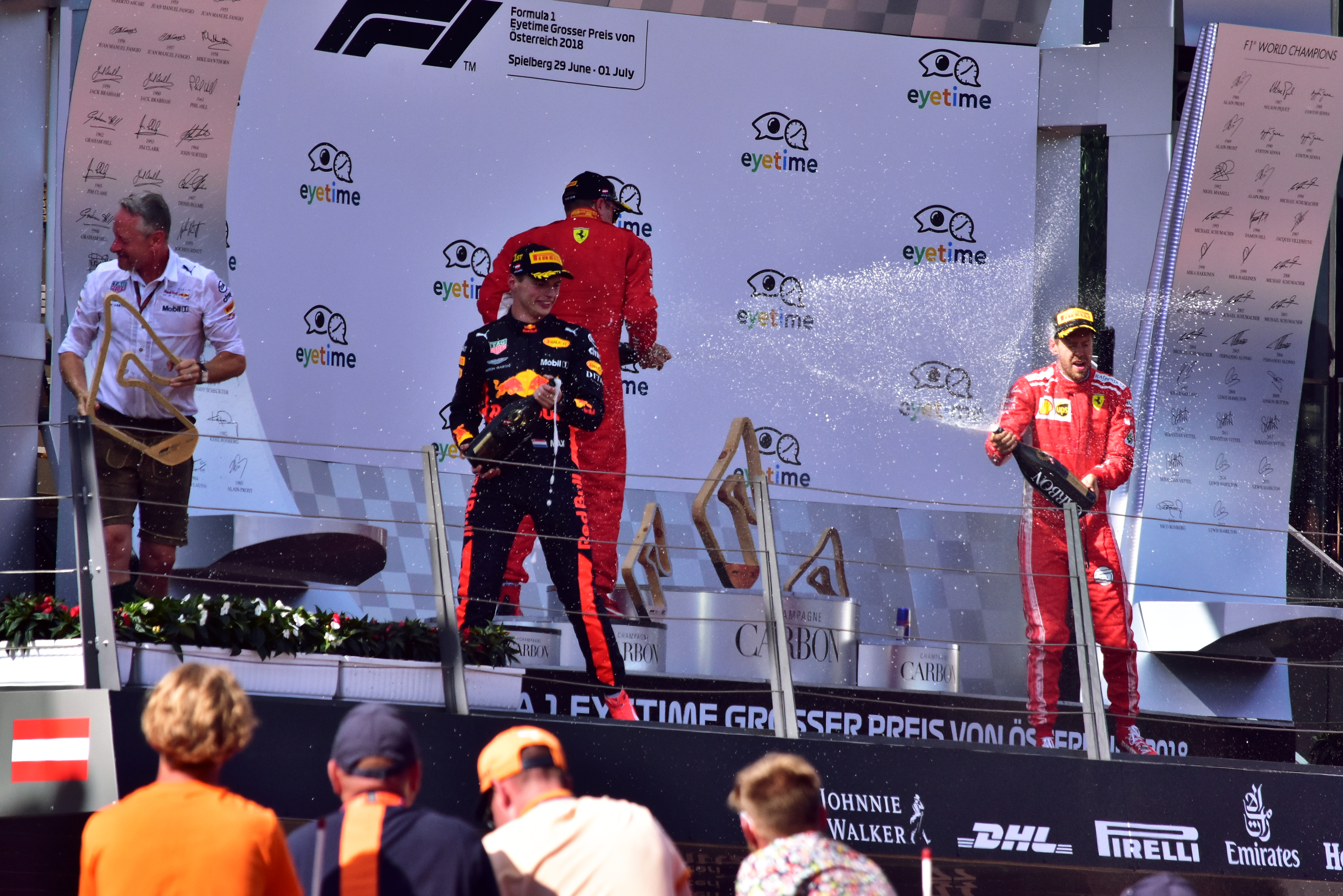
Le podium de la course.

Une semaine après le Grand Prix de France, les Flèches d'Argent monopolisent à nouveau la première ligne, mais dans un ordre différent. En se montrant le plus rapide lors de la troisième phase des qualifications, Valtteri Bottas obtient sa première pole position de la saison, la cinquième de sa carrière. Sur le circuit le plus court en temps du championnat (1 min 03 s 130 pour le pilote finlandais), Lewis Hamilton est battu de dix-neuf millièmes de seconde. Auteur du troisième temps à trois dixièmes de seconde, Sebastian Vettel est pénalisé d'un recul de trois places sur la grille pour avoir gêné Carlos Sainz Jr. La deuxième ligne est dès lors occupée par Kimi Räikkönen et Max Verstappen. Romain Grosjean devance Vettel sur la troisième ligne, tandis que Daniel Ricciardo part de la quatrième ligne avec Kevin Magnussen.
Mercedes Grand Prix n'avait jamais connu un double abandon pour causes mécaniques depuis son retour en compétition en 2010 ; ce rare événement conduit à la première victoire de la saison de Max Verstappen, la quatrième de sa carrière. Le jeune pilote néerlandais dépasse Kimi Räikkönen dès le premier tour d'une course, particulièrement agitée, pour s'installer en troisième position tandis que Lewis Hamilton prend les commandes en prenant un meilleur départ que Valtteri Bottas. L'épreuve bascule dès le treizième tour quand Bottas, gare sa W09 en panne dans le virage no 4. Alors que la voiture de sécurité virtuelle est déployée pour permettre l'évacuation de la monoplace, les pilotes Red Bull et Ferrari plongent dans les stands pour chausser des pneus tendres leur permettant d'atteindre l'arrivée ; seul Hamilton reste en piste et voit son avance fondre au fil des tours à la suite de cette erreur stratégique. Après son arrêt, au 25e tour, il ressort en quatrième position alors que Verstappen prend la tête devant son coéquipier Daniel Ricciardo et Kimi Räikkönen. Hamilton est ensuite dépassé par Vettel puis abandonne au 63e tour sur un problème de pression d'essence ; les Mercedes restaient invaincues sur le Red Bull Ring depuis le retour du Grand Prix d'Autriche au calendrier en 2014. Daniel Ricciardo ne finissant pas non plus la course, lâché par sa boîte de vitesses après 53 tours, Verstappen, qui doit gérer l'usure de ses pneus, entrevoit la victoire, poursuivi par les deux Ferrari de Räikkönen et de Vettel. Consigne d'équipe ou non, Räikkönen tient sa deuxième place jusqu'au bout devant son coéquipier. Red Bull fête son premier succès sur le circuit de son propriétaire Dietrich Mateschitz, les trois premiers se tenant en trois secondes et le reste du plateau repoussé à un tour. Quatrième devant son coéquipier Kevin Magnussen, Romain Grosjean marque ses premiers points de la saison. Esteban Ocon, sixième, précède son coéquipier chez Force India, Sergio Pérez ; Fernando Alonso, parti de la voie des stands, s'intercale au huitième rang, devant les deux Sauber de Charles Leclerc et Marcus Ericsson.
Grâce à sa troisième place, Sebastian Vettel reprend la tête du championnat (146 points) avec un point d'avance sur Lewis Hamilton (145 points). Kimi Räikkönen (101 points) devance désormais Ricciardo (96 points) et Max Verstappen (93 points), Bottas, resté à 92 points n'étant plus que sixième. Ferrari (247 points) passe en tête du championnat du monde des constructeurs devant Mercedes (237 points) et Red Bull Racing (189 points) ; suivent Renault (62 points), Haas (49 points) qui devance désormais McLaren (44 points), Force India (42 points), Scuderia Toro Rosso (19 points) puis Sauber (16 points) et Williams (4 points).

### Grand Prix de Grande-Bretagne

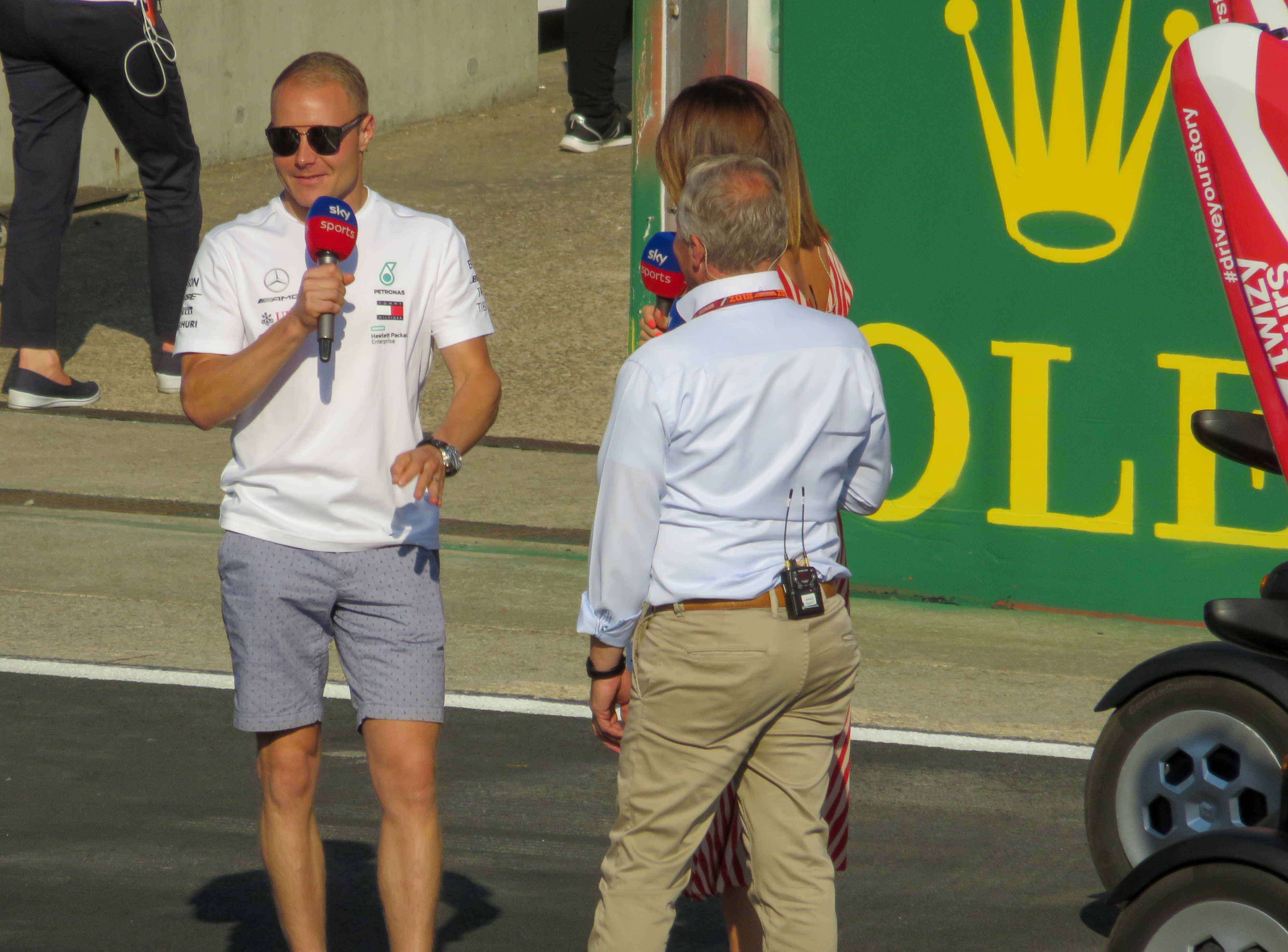
Valtteri Bottas interviewé par Johnny Herbert au Grand Prix de Grande-Bretagne 2018.

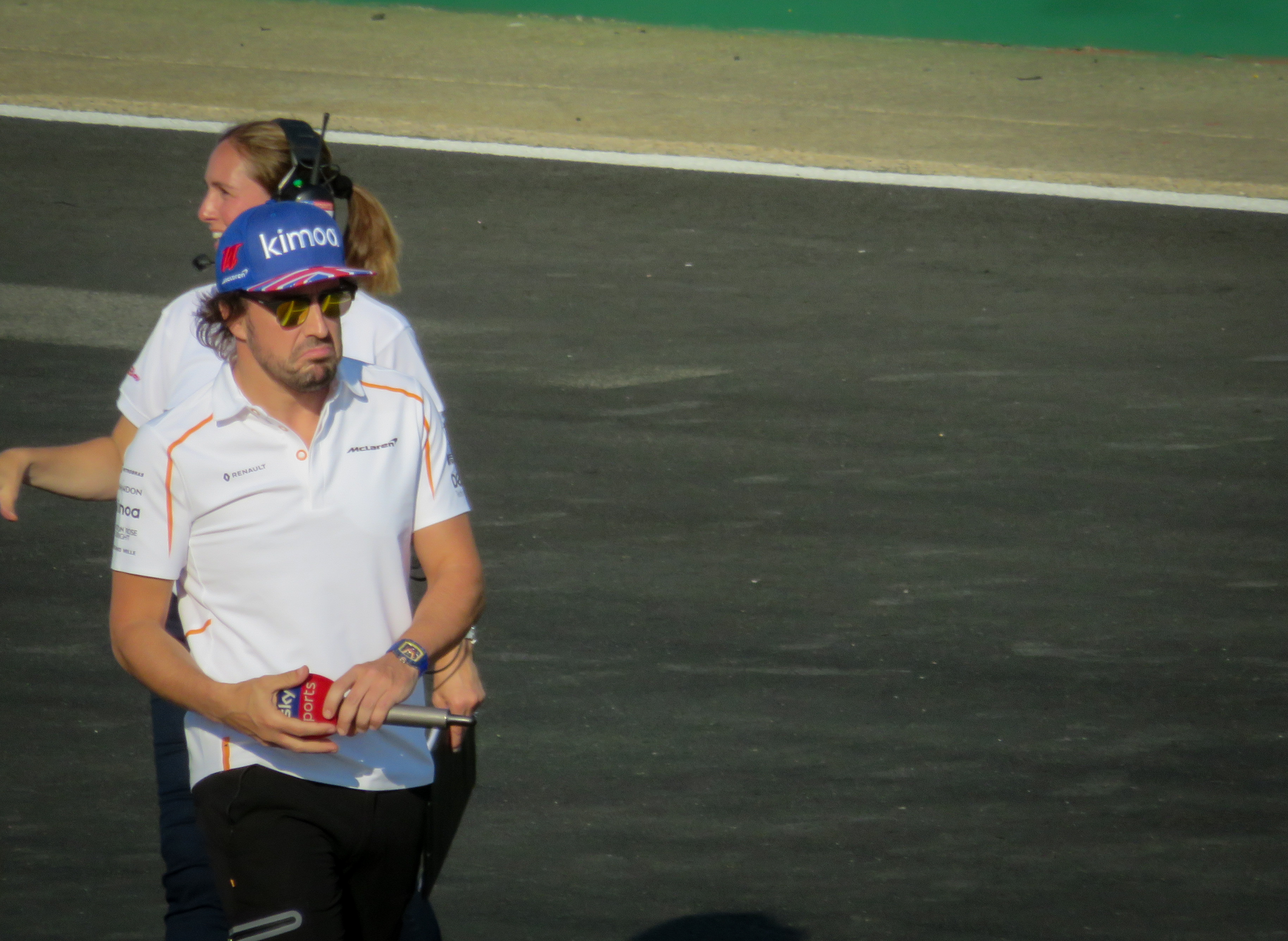
Fernando Alonso au Grand Prix de Grande-Bretagne 2018.

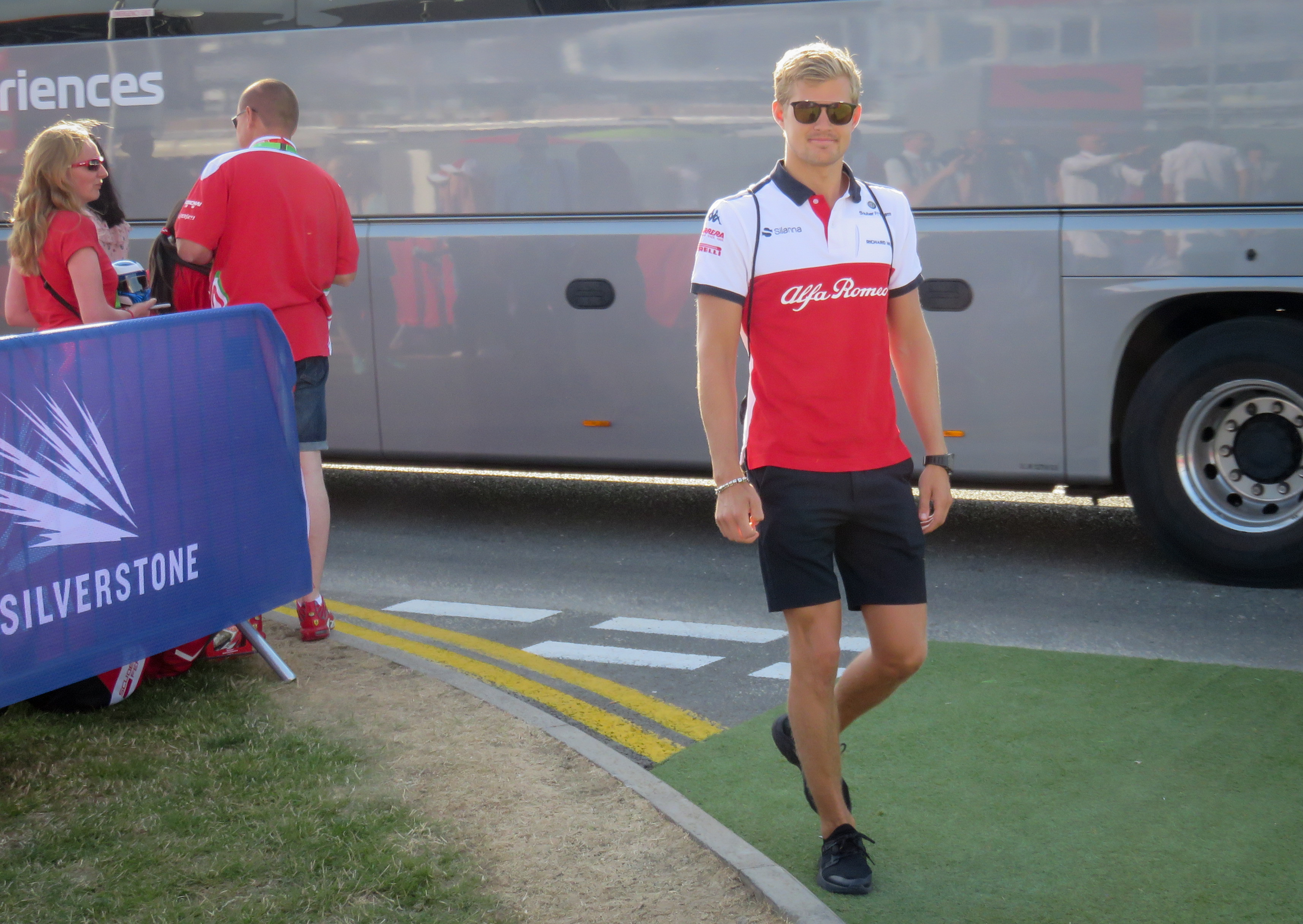
Marcus Ericsson au Grand Prix de Grande-Bretagne 2018.

La 76e pole position de Lewis Hamilton est également sa 50e avec Mercedes Grand Prix et sa 4e consécutive à Silverstone. En partant pour la sixième fois en tête dans son Grand Prix national, il rejoint Ayrton Senna qui avait réalisé cette performance en 1986, de 1988 à 1991 puis en 1994, au Grand Prix du Brésil. Devancé de 57 millièmes de seconde par Sebastian Vettel après leur première tentative lors de la dernière phase qualificative, le quadruple champion du monde britannique fait montre de tout son talent pour finalement battre son rival de 44 millièmes de seconde. Kimi Räikkönen et Valtteri Bottas ne sont pas loin et partent de la deuxième ligne alors qu'en troisième ligne, les pilotes Red Bull Racing, Max Verstappen et Daniel Ricciardo sont repoussés à presque une seconde. Kevin Magnussen et Romain Grosjean, coéquipiers chez Haas F1 Team, occupent la quatrième ligne tandis que le novice Charles Leclerc atteint pour la seconde fois de sa carrière la phase finale des qualifications et part en cinquième ligne, devant Esteban Ocon.
Sebastian Vettel remporte sa quatrième victoire de la saison et rejoint Alain Prost au troisième rang du palmarès des vainqueurs de Grand Prix avec un cinquante-et-unième succès au terme des 52 tours du tracé de Silverstone. Son excellent départ lui permet de bondir en tête alors que Lewis Hamilton patine et se fait dépasser par son coéquipier Valtteri Bottas ; Hamilton est ensuite expédié en tête-à-queue par Kimi Räikkönen dès le troisième virage et doit repartir en queue de peloton. Une série de dépassements lui permet de revenir rapidement aux avant-postes ; il est ainsi sixième après onze tours ; Räikkönen, jugé responsable de l'accrochage, observe sa pénalité de dix secondes au 14e tour, repart onzième, et remonte lui aussi vers les gros points. Au vingt-et-unième tour, lors du changement de pneumatiques, Vettel laisse les commandes à Bottas pour un tour. À vingt boucles de l'arrivée, Marcus Ericsson écrase sa Sauber dans le mur de pneus et provoque la première sortie de la voiture de sécurité. Le pilote Ferrari plonge dans les stands pour chausser des gommes tendres alors que Bottas reste en piste avec ses médiums et prend la tête. À peine la meute relancée, Carlos Sainz Jr. tente de dépasser Romain Grosjean ; ils s'accrochent et la voiture de sécurité revient en piste. Au quarante-et-unième tour, la course est définitivement relancée avec Bottas devant Vettel et Hamilton, suivis par Max Verstappen, Kimi Räikkönen et Daniel Ricciardo. En difficulté avec ses pneus dégradés, Bottas est surpris par un freinage tardif du pilote allemand à l'intérieur du virage de Luffield au quarante-septième tour, puis cède aux assauts de Hamilton et de Räikkönen. Verstappen abandonne sur panne de boîte de vitesses. Vettel l'emporte devant Hamilton et Räikkönen, Bottas finit quatrième, chassé par Ricciardo ; Nico Hülkenberg, sixième, précède Esteban Ocon, Fernando Alonso, Kevin Magnussen et Pierre Gasly ; ce dernier est ensuite pénalisé de cinq secondes pour avoir accroché Sergio Pérez en le dépassant et le pilote Mexicain récupère le point de la dixième place. Cette course marque la fin d'une série pour Mercedes, invaincu à Silverstone depuis 2013 et pour Hamilton qui restait sur quatre succès consécutifs devant son public. « Ahaha, on a gagné chez eux ! » lâche Sebastian Vettel à la radio dans son tour d'honneur.
Au classement du championnat du monde, Sebastian Vettel (171 points) prend une avance de huit points sur Hamilton (163 points), Kimi Räikkönen conforte sa troisième place (116 points) devant Ricciardo (106 points), Bottas (104 points) et Verstappen (resté à 93 points). Ferrari (287 points) augmente son avance sur Mercedes (267 points) et Red Bull Racing (199 points) ; suivent Renault (70 points), Haas (51 points), Force India (49 points) qui passe devant McLaren (48 points), puis Scuderia Toro Rosso (19 points), Sauber (16 points) et Williams (4 points).

### Grand Prix d'Allemagne
Le match pour la pole position se déroule sans Lewis Hamilton, victime d'une fuite hydraulique sur sa Mercedes à la fin de la première phase des qualifications. En Q3, Sebastian Vettel prend les devants sur sa première tentative, est un instant devancé par Valtteri Bottas lors de leur deuxième sortie en piste, puis le bat d'un peu plus de 2/10e de seconde sous le drapeau à damiers et les applaudissements de son public. Le pilote allemand signe la cinquante-cinquième pole position de sa carrière, sa cinquième cette saison et sa première à Hockenheim depuis 2010 alors qu'il pilotait une Red Bull. Il ne s'est par ailleurs jamais encore imposé en course sur ce circuit. Kimi Räikkönen réalise le troisième temps pour partir en deuxième ligne devant Max Verstappen, tandis que le coéquipier de ce dernier Daniel Ricciardo s'élance du fond de grille, pénalisé pour le changement de trois composants sur son moteur. Ce sont donc les Haas qui tirent leur épingle du jeu, avec une troisième ligne composée de Kevin Magnussen et Romain Grosjean. Les deux Renault de Nico Hülkenberg et Carlos Sainz Jr. sont sur la quatrième ligne.
Le scénario du 63e Grand Prix d'Allemagne, pimenté par des averses en fin de course, tourne à 100% en faveur de Lewis Hamilton, qui inflige un 25 à 0 à Sebastian Vettel et remporte la soixante-sixième victoire de sa carrière. Le quadruple champion du monde britannique est tout d'abord auteur d'une remontée express en partant du 14e rang et de la 7e ligne : il roule en effet en 5e position derrière Vettel, Bottas, Verstappen et Räikkönen après seulement 14 tours. Il effectue surtout un très long relais de 42 boucles en pneus tendres. Vettel mène la course au volant de sa Ferrari jusqu'à son changement de pneumatiques au 26e tour, avant de se retrouver derrière son coéquipier Kimi Räikkönen qui doit le laisser passer sur ordre du stand après 39 boucles. Puis la pluie s'invite, mais pas sur la totalité du circuit, ce qui provoque une belle confusion dans les stands, plusieurs pilotes, dont parmi les leaders Max Verstappen prennent le pari de chausser des gommes intermédiaires. Avant d'y retourner pour remettre des pneus lisses, la piste n'étant pas totalement détrempée. Elle reste toutefois piégeuse. Ainsi, sous les gouttes, dans l'épingle Sachs devant le public du Stadium au 51e tour, Vettel freine trop tard, bloque ses roues, traverse le bac à graviers et écrase sa voiture dans le mur, tapant son volant de rage ; c'est la première fois cette saison qu'il ne voit pas la ligne d'arrivée. « L'une des erreurs les plus cruelles de ma carrière », dira-t-il. Cet abandon du leader de la course qui possédait à cet instant près de 10 secondes d'avance, profite un instant à Valtteri Bottas. La voiture de sécurité étant de sortie le temps que la Ferrari soit dégagée, Bottas, ainsi que Räikkönen, plongent dans les stands pour se chausser de neuf, tandis que Hamilton hésite, reçoit des ordres contradictoires, emprunte l'entrée de la pit-lane, redonne un coup de volant pour retourner sur la piste, et se retrouve en tête. À la relance au 58e tour, Bottas tente sur trois virages de l'attaquer mais un message de la direction de Mercedes lui intime de conserver sa position. Ainsi, Hamilton gagne pour la première fois en partant de si loin sur la grille et considère cette victoire, sa quatrième de la saison, comme la plus belle de sa carrière. Il devance Bottas pour un 42e doublé des Flèches d'Argent, Räikkönen monte à nouveau sur le podium, devant Verstappen, alors que Nico Hülkenberg prend la cinquième place. Romain Grosjean marque pour la deuxième fois cette saison en terminant sixième devant les deux Force India de Sergio Pérez et Esteban Ocon, Marcus Ericsson et Brendon Hartley prennent les points restants.
Au classement du championnat du monde, Lewis Hamilton reprend les commandes (188 points) avec désormais 17 points d'avance sur Sebastian Vettel (resté à 171 points). Kimi Räikkönen conserve sa troisième place (131 points) devant Bottas (122 points) qui passe devant Ricciardo (106 points), lequel n'a plus qu'un point d'avance sur Verstappen (105 points). De la même façon, Mercedes retrouve le premier rang (310 points), repoussant Ferrari à 8 points (302 points) ; suivent Red Bull Racing (211 points), Renault (80 points), Haas et Force India (59 points), McLaren (48 points), puis Scuderia Toro Rosso (20 points), Sauber (18 points) et Williams (4 points).

### Grand Prix de Hongrie
Les Mercedes, distancées sur le Hungaroring dans toutes les séances d'essais disputées sur piste sèche et à température élevée, jusqu'à y compris la première phase des qualifications, parviennent à monopoliser la première ligne sous l'averse quand tous les pilotes roulent dans des conditions de visibilité précaires en pneus full wet (gommes sculptées à bandes bleues). Lewis Hamilton porte ainsi son record à soixante-dix-sept pole positions, en devançant son coéquipier Valtteri Bottas de 260 millièmes de seconde. Sebastian Vettel, qui paraissait intouchable en pneus lisses, parvient encore à distancer ses rivaux en gommes intermédiaires au début de la Q2, mais se révèle moins fringant sous les trombes d'eau et doit se contenter d'un départ en deuxième ligne, à plus d'une demi-seconde de Hamilton, également devancé par l'autre Ferrari de Kimi Räikkönen. Dans des conditions météo empirant qui auront piégé Daniel Ricciardo en Q2, les invités de la troisième ligne sont Carlos Sainz Jr., cinquième temps, suivi de Pierre Gasly. Max Verstappen s'élance de la quatrième ligne devant Brendon Hartley, qui n'avait jamais encore été à pareille fête.
En tête dès le premier virage, Lewis Hamilton bénéficie de l'aide de son coéquipier Valtteri Bottas pour obtenir la soixante-septième victoire de sa carrière et son cinquième succès de la saison, qui tombe à point avant la trêve estivale, sans jamais avoir été inquiété. Sebastian Vettel prend le meilleur sur Kimi Räikkönen au départ et se retrouve deuxième quand Bottas procède à un arrêt anticipé au quinzième tour, après avoir déjà travaillé à le retenir en perdant quasiment une demi-seconde par tour sur son leader. Le quadruple champion du monde britannique laisse les commandes à Vettel quand il procède à son arrêt au stand au vingt-sixième tour. Le pilote Ferrari, englué dans le trafic, ne parvient pas à se ménager une avance suffisante ; il emprunte la voie des stands dans la trente-neuvième boucle mais le préposé au pistolet pneumatique de la roue avant gauche s'éternise. Vettel ressort derrière Bottas qui, à nouveau, protège l'échappée de Hamilton en retenant l'Allemand. Alors qu'Hamilton est déjà loin, Vettel porte une attaque gagnante à cinq tours de l'arrivée, les pneus de Bottas étant à l'agonie. Les deux voitures se frottent et la Mercedes perd un bout d'aileron avant. Bottas, ensuite dépassé par Räikkönen puis par Daniel Ricciardo revenu de la douzième place sur la grille, non sans l'avoir également tamponné, termine cinquième avec une pénalité de dix secondes. Il n'y a qu'une Red Bull à l'arrivée, Max Verstappen abandonnant en lâchant des jurons dès le cinquième tour sur perte de puissance. Sur le podium, les pilotes Ferrari encadrent Hamilton qui l'emporte avec dix-sept secondes d'avance sur Vettel. Sixième sur la grille de départ, Pierre Gasly l'est aussi à l'arrivée ; il est le dernier pilote à franchir la ligne d'arrivée dans le même tour que le vainqueur. Kevin Magnussen se classe septième devant Fernando Alonso. Carlos Sainz Jr. et Romain Grosjean prennent les derniers points en jeu.
Au classement du championnat du monde, Lewis Hamilton (213 points) porte son avance à 24 points sur Sebastian Vettel (189 points). Kimi Räikkönen conforte sa troisième place (146 points) devant Bottas (132 points) suivi par Ricciardo (118 points) et Verstappen (resté à 105 points). Mercedes (345 points) a désormais 10 points d'avance sur Ferrari (335 points) ; suivent Red Bull Racing (223 points), Renault (82 points), Haas (66 points), Force India (59 points), McLaren (52 points), Scuderia Toro Rosso (28 points), Sauber (18 points) et Williams (4 points).

### Grand Prix de Belgique
Force India Formula One Team Limited, la maison-mère de l'écurie Force India basée à Silverstone, fondée et codétenue par l'homme d'affaires indien Vijay Mallya, est placée en redressement judiciaire le 27 juillet 2018. Le 7 août 2018, les administrateurs judiciaires de l'écurie acceptent une offre de rachat émanant du consortium Racing Point UK Limited emmené par le multimilliardaire canadien Lawrence Stroll,. La veille du Grand Prix, l'écurie est plongée dans un imbriglio juridico-sportif, la vente n'étant pas entièrement bouclée. Si le consortium mené par Lawrence Stroll est désormais propriétaire des actifs (matériel et voitures), la cession de la structure juridique, nécessaire pour s'aligner en course, n'est pas effective. La FIA donne alors son accord pour l'engagement d'une nouvelle équipe dénommée Racing Point Force India F1 Team, remplaçant Force India, exclue de la saison avec effet immédiat et perd la totalité de ses points au championnat constructeurs.
Depuis 2013, les Mercedes n'ont pas été battues en qualification sur le circuit belge ; la série se poursuit avec Lewis Hamilton, moins rapide que les Ferrari sur piste sèche lors de toutes les séances d'essais libres puis les deux premières phases des qualifications, mais qui bénéfice d'une averse inondant la piste en Q3 et d'un ultime tour rapide en pneus intermédiaires pour obtenir la 78e pole position de sa carrière, sa cinquième à Spa-Francorchamps. Sebastian Vettel, qui achève sa dernière tentative après lui, est battu de sept dixièmes de seconde. Tirant parti de ces conditions particulières, Esteban Ocon, troisième devant son coéquipier Sergio Pérez placent leurs Force India (renommées Racing Point Force India) en deuxième ligne. Sur la troisième ligne, Romain Grosjean devance Kimi Räikkönen, à court de carburant pour tenter sa chance en fin de Q3. Les Red Bull Racing de Max Verstappen et Daniel Ricciardo partent depuis la quatrième ligne.
En tête dès le début de la ligne droite de Kemmel à la sortie du raidillon de l'Eau Rouge et jusqu'au terme de la course sans jamais avoir été inquiété, Sebastian Vettel fait parler la puissance de son moteur Ferrari pour remporter sa cinquante-deuxième victoire en Formule 1, ce qui lui permet d'occuper seul la troisième place au palmarès des vainqueurs de Grand Prix, devant Alain Prost. Incapable de lui résister après avoir pris un bon départ, Lewis Hamilton roule tout du long en deuxième position tandis que Max Verstappen dépasse Sergio Pérez et Esteban Ocon pour monter sur le podium et ravir la colonie de fans orange massés dans les tribunes. Valtteri Bottas remonte du dix-septième rang sur la grille, dépassant lui aussi les deux voitures roses pour finir quatrième malgré une pénalité de cinq secondes pour avoir touché Sergey Sirotkin au départ. Force India, renommée Racing Points Force India et réinscrite au championnat du monde, marque d'entrée les dix-huit premiers points de son histoire : dans le premier tour, au freinage des Combes, quatre voitures arrivent quasiment de front, Ocon à l'intérieur tente de surprendre Vettel et Hamilton, Pérez est à l'extérieur. Le pilote français trop optimiste sort de cette courbe derrière son coéquipier et le reste jusqu'à la fin de l'épreuve. Les Haas de Romain Grosjean et Kevin Magnussen se classent septième et huitième ; Pierre Gasly, dernier pilote dans le même tour que le vainqueur, et Marcus Ericsson prennent les derniers points en jeu.
Au départ de la course, Valtteri Bottas abîme son aileron avant en harponnant Sergey Sirotkin après un freinage raté. Dans le même temps, plus haut sur la grille, Nico Hülkenberg rate son freinage à l'épingle de la Source, percute l'arrière de la voiture de Fernando Alonso et la projette dans les airs ; elle atterrit partiellement sur le haut du cockpit et du halo de Charles Leclerc et arrache une grande partie de l'aileron arrière de la monoplace de Daniel Ricciardo. Celui-ci, déstabilisé, harponne alors Kimi Räikkönen, provoquant la crevaison de son pneumatique arrière droit et des dégâts irréparables sur son aileron arrière tandis que l'Australien détruit complètement son aileron avant. Hülkenberg, Alonso et Leclerc sont immédiatement hors-course, Räikkönen et Ricciardo continuent après un passage au stand mais les dégâts sur leurs machines provoquent leur abandon. Après quatre tours derrière la voiture de sécurité, Vettel gère parfaitement la relance et s'envole vers la victoire,
Après treize courses, Vettel (avec 214 points) revient à 17 points d'Hamilton (231 points) au classement du championnat du monde. Kimi Räikkönen (146 points) qui n'a pas marqué, reste troisième mais Bottas (142 points) se rapproche. Verstappen (120 points) profite de l'abandon de son coéquipier Ricciardo (118 points) pour lui subtiliser la cinquième place. Mercedes (375 points) conserve la tête du championnat constructeurs devant Ferrari (360 points) ; suivent Red Bull Racing (238 points), Renault (82 points), Haas (76 points), McLaren (52 points), Scuderia Toro Rosso (30 points), Sauber (19 points). La nouvelle entité juridique Racing Point Force India, démarre son championnat avec 18 points et laisse la dernière place à Williams (4 points).

### Grand Prix d'Italie

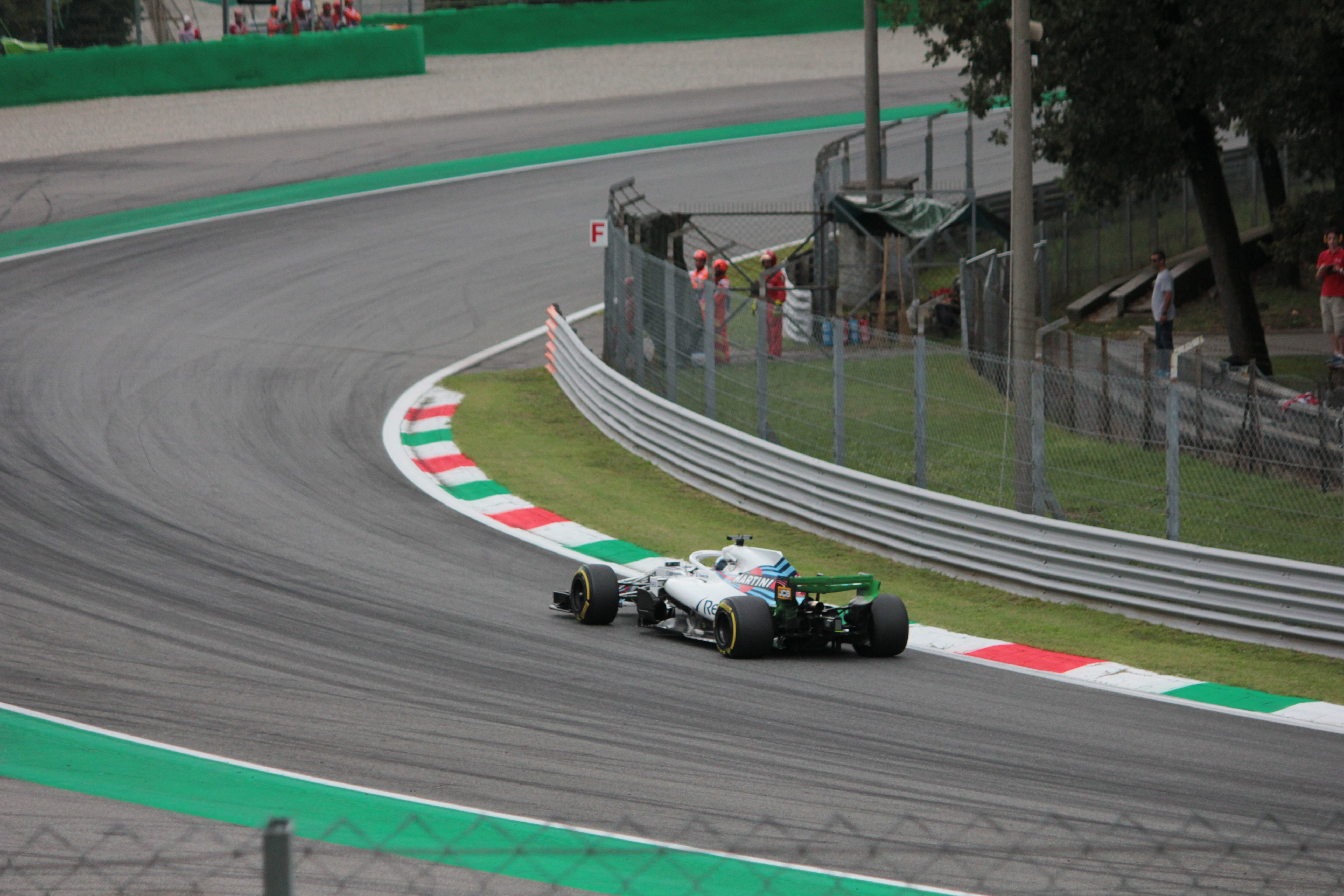
Lance Stroll lors des premiers essais libres.

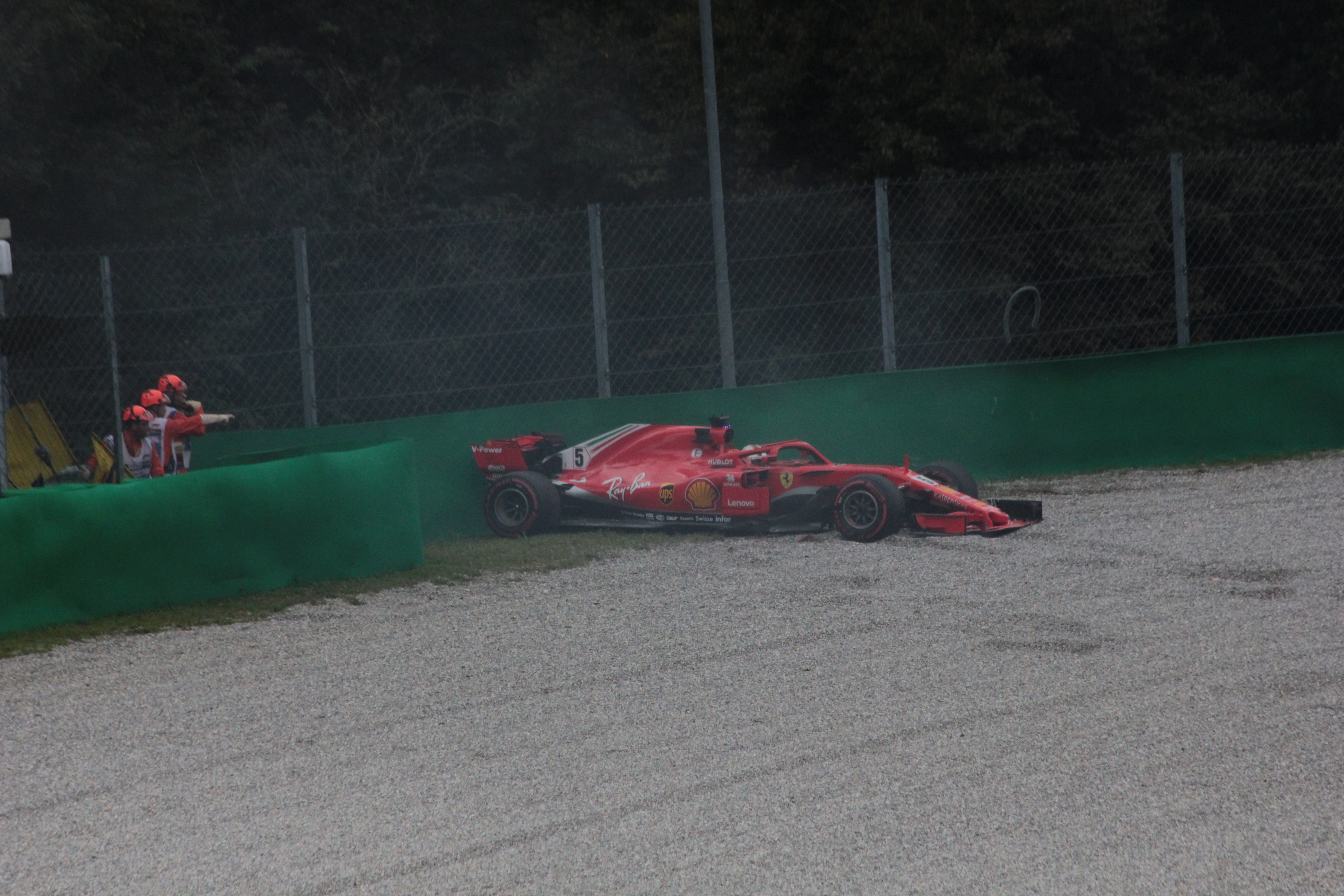
Sortie de piste de Sebastian Vettel.

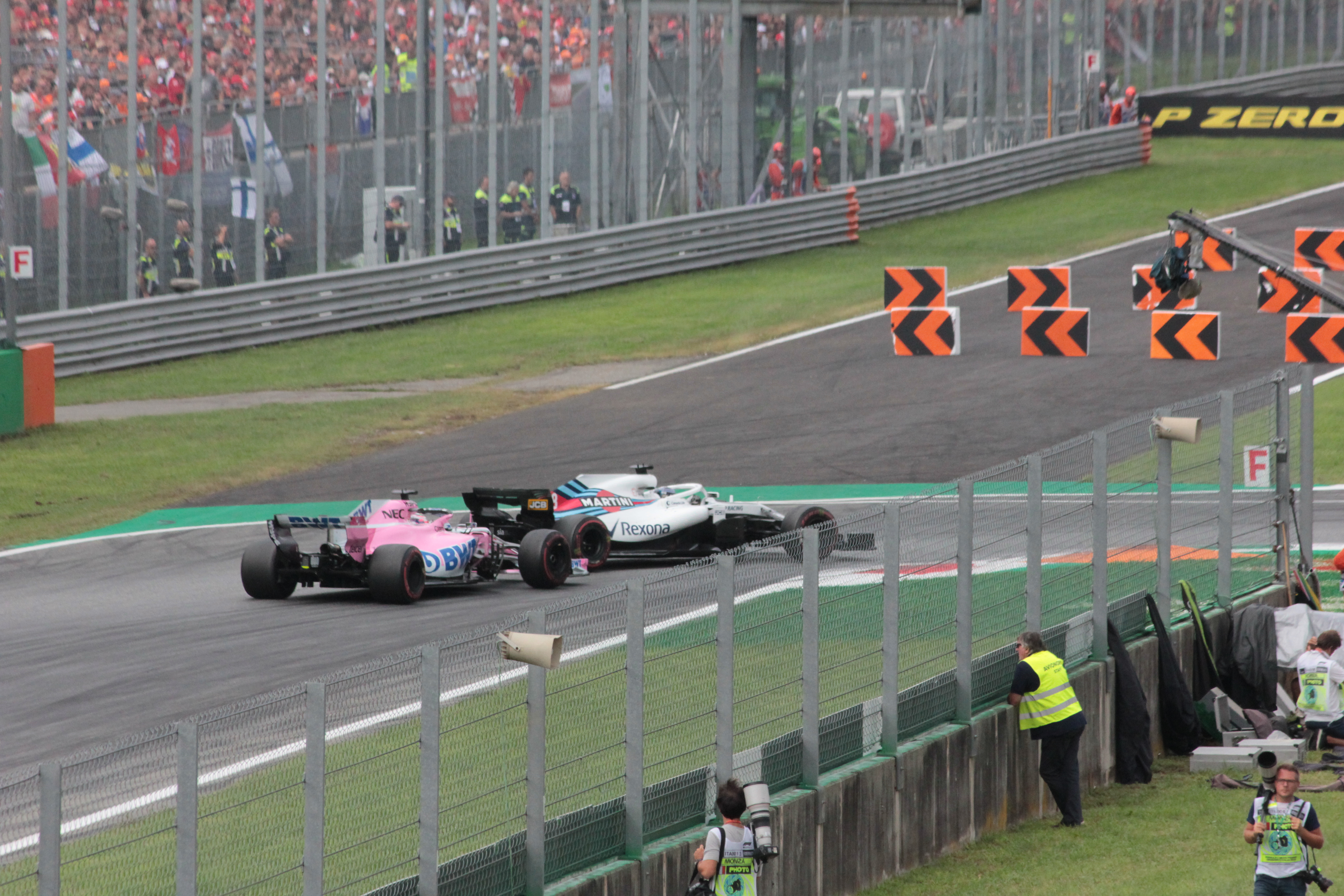
Lance Stroll et Sergio Pérez lors du Grand Prix d'Italie 2018.

Pour la première fois depuis 2000, les Ferrari monopolisent la première ligne de leur Grand Prix national, Kimi Räikkönen obtenant la dix-huitième pole position de sa carrière (sa première depuis le Grand Prix de Monaco 2017) en réalisant le tour le plus rapide de l'histoire de la Formule 1, à 263,588 km/h de moyenne. Lors l'ultime tentative des dix pilotes en lice à la fin de la troisième phase qualificative, Lewis Hamilton bat le premier le record de Juan Pablo Montoya établi en 2004 ; il est immédiatement devancé par Sebastian Vettel tandis que, juste derrière, Räikkönen prend l'aspiration de son coéquipier dans le dernier secteur du circuit et le bat de 161 millièmes de seconde. Hamilton est accompagné en deuxième ligne par son coéquipier Valtteri Bottas alors qu'en troisième ligne Max Verstappen devance Romain Grosjean, auteur du sixième temps. La quatrième ligne est composée de Carlos Sainz Jr. et Esteban Ocon ; Pierre Gasly et Lance Stroll occupent la cinquième ligne.
Un peu de chance et une stratégie parfaite permettent à Lewis Hamilton de remporter sa sixième victoire de la saison, la soixante-huitième de sa carrière, et de prendre un important avantage au classement du championnat à sept Grand Prix du terme. Une grande partie de la course se joue au premier tour, derrière Kimi Räikkönen qui s'est élancé en tête. Sebastian Vettel, plus préoccupé par son coéquipier qu'il veut dépasser que par la menace constituée par Lewis Hamilton, lui laisse la possibilité de l'attaquer en s'infiltrant à l'extérieur dans la deuxième chicane ; en tentant de protéger sa position, l'Allemand le touche et part en tête-à-queue, perdant un déflecteur latéral et détruisant son aileron avant. Reparti en dernière position, il est contraint de passer par les stands et perd tout espoir de marquer de gros points tandis qu'aucun dégât n'est constaté sur la monoplace d'Hamilton. La voiture de sécurité sort trois tours pour permettre le nettoyage de la piste et, à la relance, au bout de la ligne droite des stands, Hamilton dépasse brièvement Räikkönen qui lui reprend la première place, sous les clameurs du public au freinage de la deuxième chicane.
Räikkönen mène jusqu'au vingtième tour quand, victime d'un bluff de Mercedes, il emprunte la voie des stands pour chausser des gommes à bandes jaunes (tendres) pensant que son rival va tenter l'undercut ; mais Hamilton reste en piste huit tours supplémentaires. Quand il s'arrête, Valterri Bottas prend les commandes devant Räikkönen et s'applique à le retenir pour permettre à son coéquipier de recoller. Ainsi, quand Bottas procède à son changement de pneus au trente-septième tour, Hamilton est en mesure d'utiliser son aileron arrière mobile. La Ferrari dont les gommes sont de plus en plus dégradées, résiste autant que possible, puis cède à une attaque imparable au freinage de la première chicane au bout de quarante-cinq tours. Dès lors, Hamilton s'envole vers la victoire, creusant un écart de huit secondes sur Räikkönen à l'arrivée. Derrière eux, Bottas et Max Verstappen se battent pour la troisième place ; le Néerlandais reçoit cinq secondes de pénalité pour avoir tamponné son rival qui tentait de le dépasser ; s'il franchit le drapeau à damiers en troisième position, il est finalement reclassé derrière Bottas et Sebastian Vettel qui, malgré un deuxième arrêt au stand, finit à moins de cinq secondes de Verstappen et accroche la quatrième place au terme d'une remontée depuis le fond du peloton.
Sixième sur la grille, Romain Grosjean termine sa course à la même place, mais il est ensuite disqualifié après une protestation de Renault, pour non-conformité du fond plat de sa Haas VF-18 ; l'écurie américaine fait appel de la décision ; le jugement rendu le 2 novembre 2018 confirme la disqualification. Esteban Ocon récupère donc la sixième place devant son coéquipier Sergio Pérez. Carlos Sainz Jr., huitième, est le dernier pilote dans le même tour que le vainqueur. Lance Stroll se classe neuvième et Sergey Sirotkin, initialement onzième, marque son premier point en Formule 1.
Au classement du championnat, Hamilton (256 points) a désormais 30 points d'avance sur Vettel (226 points). Kimi Räikkönen (164 points) conforte sa troisième place devant Bottas (159 points). Au cinquième rang, Verstappen (130 points) prend de l'avance son coéquipier Ricciardo (118 points) qui n'a pas marqué. Au championnat constructeurs, Mercedes (415 points) met Ferrari (390 points) à distance ; suivent Red Bull Racing (248 points), Renault (86 points), Haas (76 points), McLaren (52 points), Racing Point Force India (32 points) qui gagne deux places au détriment de la Scuderia Toro Rosso (30 points) et de Sauber (19 points). Williams, avec 7 points, ferme la marche.

### Grand Prix de Singapour
Lancé, lors de sa première tentative en phase finale des qualifications, dans un « tour magique », selon ses propos, Lewis Hamilton établit le nouveau record de la piste en améliorant de plus de trois secondes la pole position de l'édition précédente. Son septième départ en tête de la saison lui permet d'améliorer son propre record de l'exercice avec une soixante-dix-neuvième pole position qu'il met en bonne place dans son panthéon personnel. Max Verstappen, à trois dixièmes de secondes, part à ses côtés en première ligne alors que Sebastian Vettel, relégué à six dixièmes de seconde, réalise le troisième temps et s'élance en deuxième ligne, devant Valtteri Bottas. Kimi Räikkönen occupe la troisième ligne aux côtés de Daniel Ricciardo. À deux secondes d'Hamilton, Sergio Pérez et Romain Grosjean sont en quatrième ligne et devancent Esteban Ocon et Nico Hülkenberg.
Lewis Hamilton contrôle les 61 tours de course de bout en bout pour remporter sa septième victoire de la saison, la soixante-neuvième de sa carrière ; avec quatre victoires lors des cinq dernières courses, il prend une sérieuse option sur un cinquième titre mondial en portant à quarante points son avance sur Sebastian Vettel. Ce dernier, troisième sur la grille, dépasse Max Verstappen dès le premier tour pour se lancer à la chasse du pilote Mercedes, quelques secondes avant la sortie de la voiture de sécurité, Sergio Pérez ayant envoyé son coéquipier Esteban Ocon dans le mur juste après le départ. Partant sur une stratégie qui va s'avérer perdante, Vettel tente de réaliser l'undercut en s'arrêtant au stand dès le quatorzième tour pour chausser des pneumatiques ultra tendres. Il repart derrière Pérez qui lui fait perdre un temps précieux, Hamilton « couvre » cette stratégie sans aucun dommage un tour plus tard en choisissant des pneus tendres tandis que Verstappen, rentré au stand à la fin de sa dix-huitième boucle, repart pareillement chaussé juste devant Vettel. Après 27 tours, au terme de la vague des changements de pneus, les positions restent figées : les six premiers sur la grille sont les six premiers à l'arrivée. Au quatrième rang, Valtteri Bottas contient Kimi Räikkönen jusqu'au bout et Daniel Ricciardo finit juste derrière eux. Hamilton ne connaît qu'une petite alerte quand, englué dans le trafic (Romain Grosjean sera d'ailleurs pénalisé pour avoir ignoré les drapeaux bleus), il voit revenir Verstappen dans ses rétroviseurs. Une fois débarrassé des retardataires, le quadruple champion du monde britannique creuse à nouveau l'écart et s'envole vers la victoire. Verstappen termine à huit secondes alors que Vettel, qui ne peut espérer mieux que sa troisième place, ménage sa monoplace et ses pneus pour passer la ligne d'arrivée à plus de 39 secondes du vainqueur. Auteur d'une course solide, Fernando Alonso, au volant de sa McLaren, se classe septième et dernier pilote dans le tour du vainqueur. Carlos Sainz Jr., Charles Leclerc et Nico Hülkenberg, tous trois partis loin sur la grille, prennent les points restants. Kevin Magnussen, reparti en pneus frais à dix boucles de l'arrivée avec une voiture allégée en carburant, réalise son premier meilleur tour en course, tout en se classant dix-huitième et avant-dernier, à deux tours d'Hamilton.
L'avance d'Hamilton sur Vettel au classement du championnat pilotes est désormais de 40 points (281 à 241) à six Grands Prix du terme. Räikkönen conserve sa troisième place (174 points) avec une infime marge sur Bottas (171 points). À la cinquième place, Verstappen (148 points) distance son coéquipier Ricciardo (126 points) de 22 points. L'écart avec les autres pilotes, à commencer par Nico Hülkenberg (53 points) est considérable. Au classement des constructeurs, Mercedes Grand Prix (452 points) se rapproche d'un cinquième titre consécutif en repoussant Ferrari (415 points) à 37 unités ; Red Bull Racing conserve la troisième place (274 points) devant Renault (91 points) et Haas (76 points) ; suivent McLaren (58 points), Racing Points Force India (32 points), Toro Rosso (30 points), Sauber (21 points), et Williams (7 points).

### Grand Prix de Russie
Les Mercedes se montrent supérieures dans l'exercice des qualifications sur le tracé du Parc olympique de Sotchi ; Lewis Hamilton et Valtteri Bottas s'expliquent pour réaliser la pole position lors de la troisième phase. Sur le circuit où il a remporté, en 2017, sa première victoire, le Finlandais bat son coéquipier de 145 millièmes de seconde et s'élance en tête pour la sixième fois de sa carrière. Derrière cette première ligne occupée par les Flèches d'Argent, la Ferrari de Sebastian Vettel est repoussée à une demi-seconde tandis que Kimi Räikkönen est à plus de huit dixièmes. Profitant des sanctions pour changements hors quota d'éléments moteurs infligées aux deux Red Bull Racing et aux deux pilotes de la Scuderia Toro Rosso repoussés en fond de grille, les pilotes Haas, Racing Point Force India et Sauber complètent le top 10 pour le départ, avec Kevin Magnussen et Esteban Ocon sur la troisième ligne, Charles Leclerc et Sergio Pérez en quatrième ligne, devant Romain Grosjean et Marcus Ericsson.
Valtteri Bottas, auteur de la pole position et du meilleur tour en course ne remporte pas la victoire, contraint par une consigne d'équipe de laisser passer son coéquipier leader du championnat, après vingt-cinq tours ; il s'exécute de façon ostensible à l'entrée du virage no 13. Ainsi, Lewis Hamilton remporte son troisième succès consécutif, son huitième de la saison et le soixante-dixième de sa carrière, et se dirige tout droit vers son cinquième titre mondial, avec une avance de 50 points, soit deux victoires, sur Sebastian Vettel à cinq courses du terme. Le seul moment vraiment difficile à gérer pour Hamilton se produit au quinzième tour, lorsqu'il ressort des stands derrière Vettel qui s'est arrêté pour changer ses pneumatiques deux boucles plus tôt ; il le dépasse après quelques virages sur une attaque tranchante et se cale derrière son coéquipier qui devra ensuite lui laisser le champ-libre. En dehors de l'inversion des positions chez Mercedes, les quatre premiers sur la grille franchissent la ligne d'arrivée dans le même ordre : doublé pour les Flèches d'Argent, Vettel sur le podium, Räikkönen quatrième.
Max Verstappen, le jour de ses 21 ans, est l'auteur d'une remontée express depuis le dix-neuvième rang sur la grille ; cinquième au bout de huit tours, puis en tête durant vingt-quatre boucles après l'arrêt des pilotes Mercedes et Ferrari ; le Néerlandais retarde le sien jusqu'à dix tours de l'arrivée et termine cinquième. Revenu également du fond de la grille, Daniel Ricciardo se classe sixième à 49 secondes de son coéquipier, devant Charles Leclerc, dernier pilote dans le tour du vainqueur. Plus loin, Kevin Magnussen, Esteban Ocon et Sergio Pérez se partagent les derniers points. À l'arrivée, Hamilton ne montre aucun signe d'enthousiasme, évitant de lever le bras sous le drapeau à damiers ; en sortant de son cockpit, il va directement réconforter son coéquipier. Mercedes reste invaincue à Sotchi et obtient le quarante-troisième doublé de son histoire dans une ambiance morose. « L'équipe voulait que cela se termine ainsi mais jamais, jamais, de toute ma vie, je n'ai voulu gagner une course de cette manière » déclare Hamilton, contrit, après sa victoire.
Hamilton possède désormais 50 points d'avance sur Vettel en tête du championnat (306 points contre 256). Bottas, avec 189 points ravit la troisième place à Räikkönen (186 points). Cinquième, Verstappen (158 points) devance son coéquipier Ricciardo (134 points) tandis que Kevin Magnussen et Nico Hülkenberg suivent avec tous deux 53 points. Au classement des constructeurs, Mercedes Grand Prix (496 points) mène devant Ferrari (442 points) et Red Bull Racing (292 points) ; suivent Renault resté à 91 points, Haas (80 points), McLaren (58 points), Racing Points Force India (35 points), Toro Rosso (30 points), Sauber (27 points) et Williams (7 points).

### Grand Prix du Japon

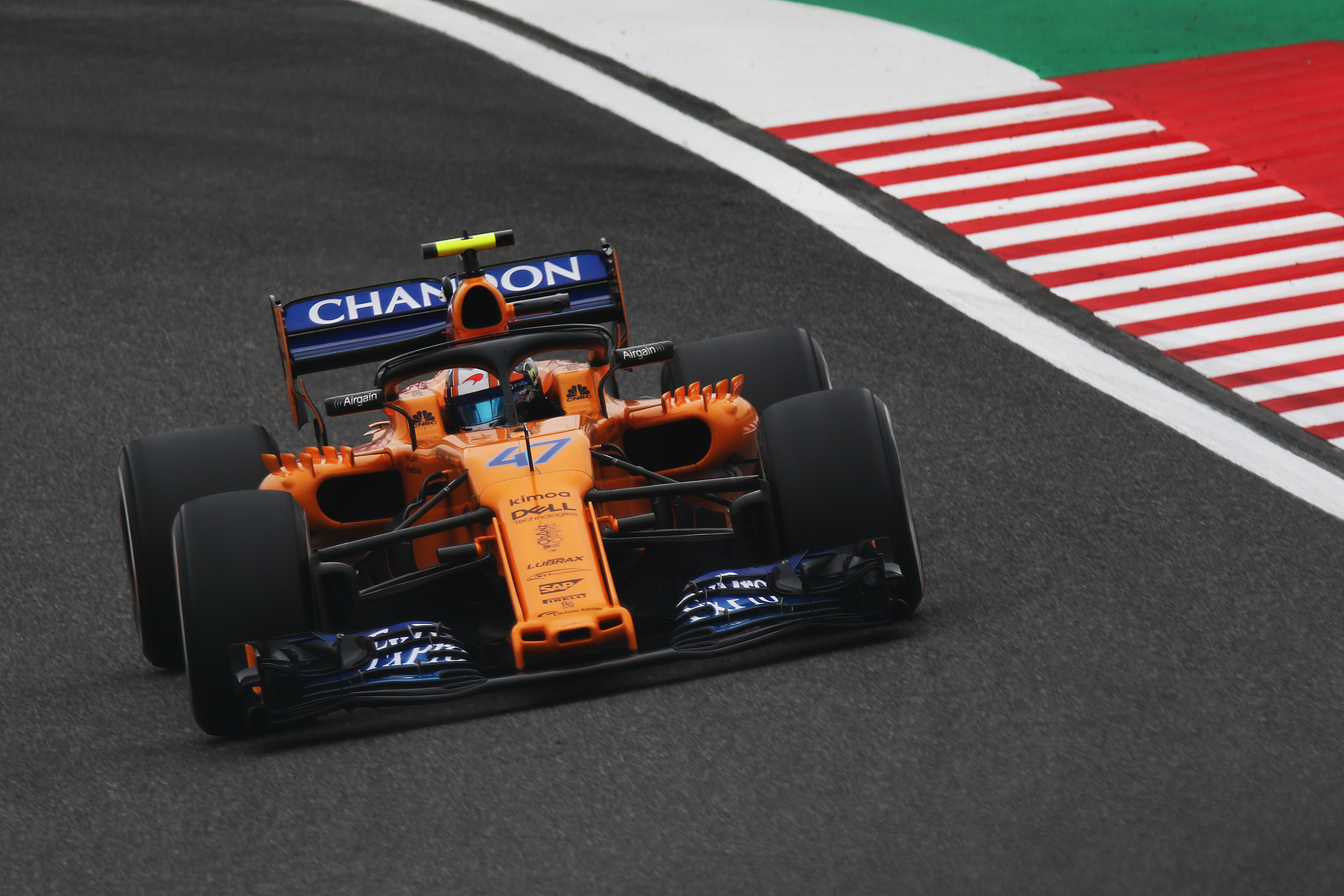
Lando Norris en essais libres lors du Grand Prix du Japon.

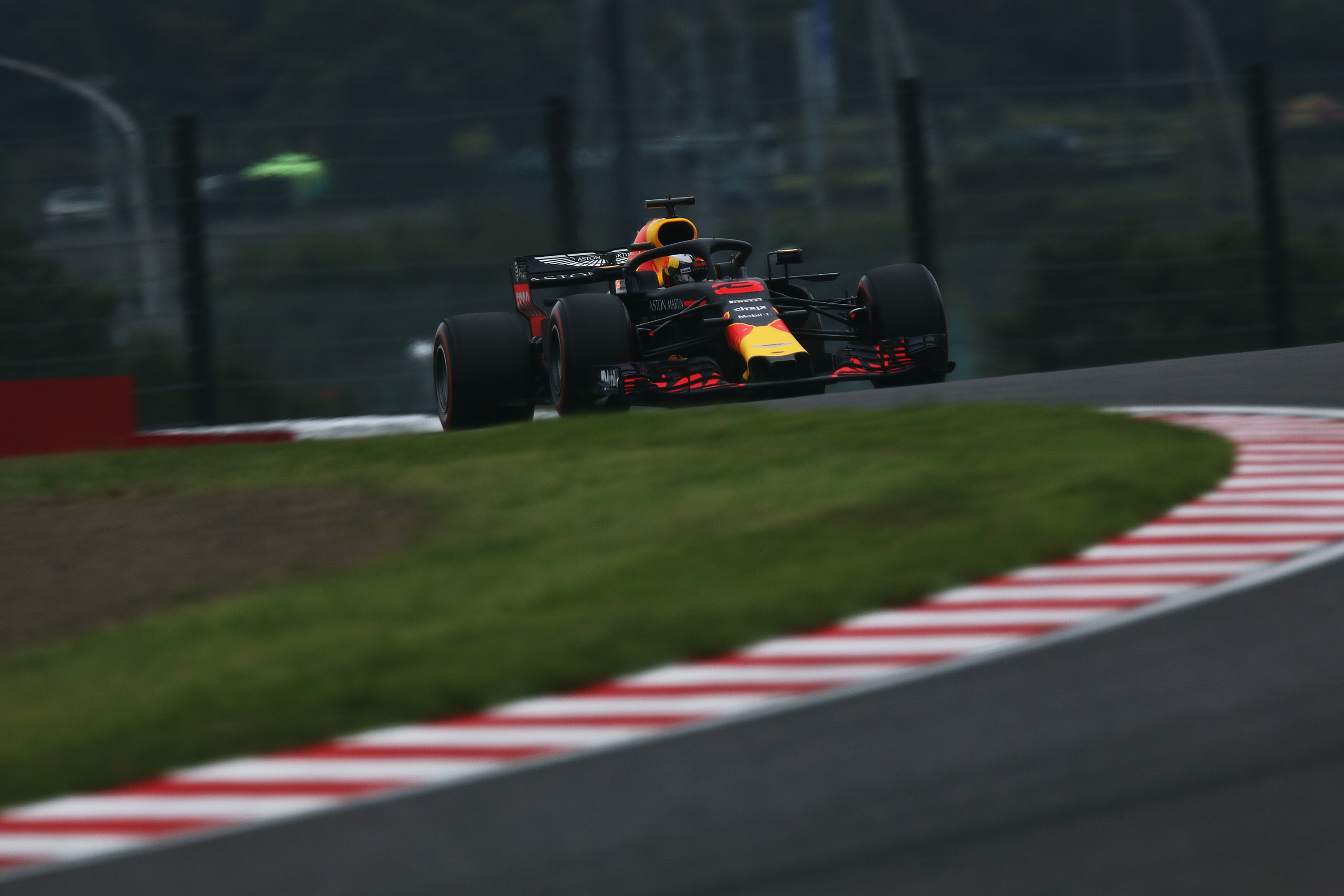
Daniel Ricciardo en essais libres lors du Grand Prix du Japon.

Des gouttes de pluie éparses puis une averse plus franche pimentent la troisième phase des qualifications et piègent les pilotes Ferrari. Alors que Lewis Hamilton, qui a dominé les trois séances d'essais libres, tente sa chance en pneus lisses au moment idéal et réalise, en 1 min 27 s 760, sa huitième pole position de la saison et la quatre-vingtième de sa carrière, Sebastian Vettel et Kimi Räikkönen prennent d'abord la piste en pneus intermédiaires. Le temps de constater leur erreur, de rentrer au stand et de chausser des pneumatiques super tendres, ils ne sont plus en mesure de lutter contre les Mercedes. Vettel fait même un tout-droit dans une portion détrempée de la piste et échoue au neuvième rang ; il s'élance finalement de la quatrième ligne derrière Pierre Gasly, après la pénalisation d'Esteban Ocon, auteur du huitième temps. Räikkönen, quatrième, part en deuxième ligne, derrière Max Verstappen. La première ligne est occupée par les Flèches d'Argent comme une semaine plus tôt en  Russie, Valtteri Bottas se plaçant à 299 millièmes de seconde de son coéquipier. Romain Grosjean se hisse en troisième ligne avec Brendon Hartley, sixième, qui obtient le meilleur résultat de sa carrière en qualifications. La cinquième ligne est composée de Sergio Pérez et Charles Leclerc.
Lewis Hamilton, en tête du premier au cinquante-troisième tour remporte une quatrième victoire consécutive, sa neuvième de la saison, sa cinquième au Grand Prix du Japon et la soixante-et-onzième de sa carrière ; il peut désormais être sacré champion du monde pour la cinquième fois dès le Grand Prix suivant à Austin s'il marque neuf points de plus que Sebastian Vettel, par exemple à l'occasion d'un nouveau doublé des Mercedes. Valtteri Bottas deuxième à treize secondes de son coéquipier, permet à son écurie d'obtenir un second doublé consécutif après celui réalisé en Russie. Sebastian Vettel, très bien parti, remonte rapidement depuis le huitième rang sur la grille ; au huitième tour, il chasse la troisième place de Max Verstappen au moment où la voiture de sécurité s'écarte après avoir mené la meute durant quatre boucles en raison de la présence de débris sur la piste. Lors d'une attaque trop optimiste à l'intérieur du virage Spoon, il percute la Red Bull, part en tête-à-queue et repart avant-dernier ; une nouvelle série de dépassements en deux temps, avant puis après son arrêt au stand, lui permet de revenir à la sixième place finale en réalisant le meilleur tour en course dans la dernière boucle. Verstappen effectue l'ensemble de l'épreuve en troisième position et termine juste derrière Bottas qui obtient le trentième podium de sa carrière. Daniel Ricciardo, parti quinzième sur la grille, dépasse Kimi Räikkönen lors des arrêts au stand pour le gain de la quatrième place. Sergio Pérez est à Suzuka le « meilleur des autres » en passant la ligne d'arrivée au septième rang, devant Romain Grosjean et Esteban Ocon. Carlos Sainz Jr. prend le meilleur sur Pierre Gasly à trois boucles de l'arrivée pour le point de la dixième place, à un tour du vainqueur.
Tirant à nouveau parti des errements de Vettel, Hamilton accroît encore son avance au championnat du monde, qu'il mène avec 67 points d'avance sur son rival (331 à 264). Bottas (207 points) troisième, fait de même face à Räikkönen (196 points). À la cinquième place, Verstappen (173 points) devance Ricciardo (146 points) tandis que Sergio Pérez, Kevin Magnussen et Nico Hülkenberg suivent avec 53 points. Au classement des constructeurs, Mercedes Grand Prix (538 points) mène devant Ferrari (460 points) et Red Bull Racing (319 points) ; suivent Renault (92 points), Haas (84 points), McLaren (58 points), Racing Points Force India (53 points), Toro Rosso (30 points), Sauber (27 points) et Williams (7 points).

### Grand Prix des États-Unis

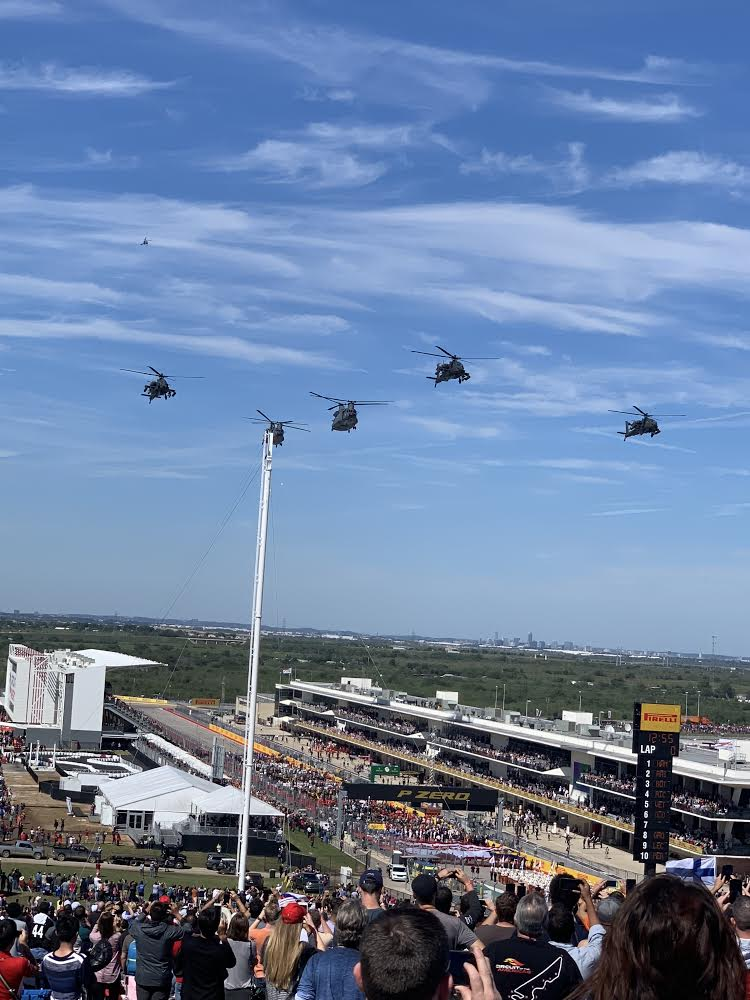
Trois AH-64D et deux Boeing CH-47 Chinook de l'Armée de l'air royale néerlandaise avant le départ du Grand Prix automobile des États-Unis 2018.

Lewis Hamilton réalise sa troisième pole position consécutive à Austin, sa neuvième de la saison et porte son record à quatre-vingt-un départs en tête. Lors de la troisième phase des qualifications, il devance de peu Sebastian Vettel ; comme le pilote allemand, pénalisé pour n'avoir pas suffisamment ralenti sous drapeau rouge durant les premiers essais libres, doit reculer de trois places sur la grille, Kimi Räikkönen, plus rapide que Valtteri Bottas, part en première ligne aux côtés d'Hamilton. Les quatre premiers des qualifications, séparés de quelques millièmes de seconde, ont creusé un gouffre avec le reste du plateau : Daniel Ricciardo, qui se place derrière Bottas en deuxième ligne, est relégué à plus d'une seconde. Vettel s'élance en troisième ligne devant Esteban Ocon. Nico Hülkenberg et Romain Grosjean, en quatrième ligne, précédent Charles Leclerc et Sergio Pérez. Max Verstappen, qui a détruit la suspension arrière droite de sa Red Bull RB14 sur un vibreur lors de la première phase qualificative, termine quinzième des qualifications mais part depuis la neuvième ligne en raison d'une pénalité.
Kimi Räikkönen, en remportant son vingt-et-unième succès en Formule 1, devient l'unique recordman finlandais victorieux, devant Mika Hakkinen. Il a dû attendre 114 Grands Prix depuis sa dernière victoire à l'ouverture de la saison 2013 en Australie sur Lotus-Renault, ainsi que 179 courses au volant d'une Ferrari (son dernier succès en rouge remontant au Grand Prix de Belgique 2009) pour gagner à nouveau, quelques jours après avoir fêté ses 39 ans. Il doit sa victoire à son excellent départ en pneumatiques ultra-tendres qui lui permet de dépasser Lewis Hamilton au premier virage, et à une meilleure stratégie dans la gestion des pneus puisque Mercedes se fourvoie en arrêtant son quadruple champion du monde à deux reprises durant la course. Cette victoire empêche Lewis Hamilton d'être sacré champion du monde à l'issue de l'épreuve et préserve les chances de son coéquipier Sebastian Vettel, arrivé quatrième, de rester en lutte pour le titre mondial.
Hamilton est plusieurs fois virtuellement champion du monde durant les cinquante-six tours de la course, notamment lorsque Vettel part, une nouvelle fois cette année, en tête-à-queue dès le premier tour en tentant de dépasser Daniel Ricciardo pour le gain de la quatrième place et se relance en quinzième position ; ou encore, lorsqu'il mène la course au onzième tour puis entre les vingt-deuxième et trente-septième alors que Vettel roule loin de la deuxième place. Son deuxième arrêt au stand, quand tous ses rivaux n'en effectuent qu'un, le repousse à la quatrième place. Devant lui, roulent son coéquipier Valtteri Bottas, qui le laisse rapidement passer, Max Verstappen, revenu du dix-huitième rang sur la grille, et Räikkönen qui reprend les commandes. La fin de course porte le suspense à son paroxysme : alors que les trois premiers roulent groupés dans les derniers tours, Hamilton attaque Verstappen pour essayer d'enlever le titre mais la passe d'armes tourne à l'avantage du pilote néerlandais qui parvient à terminer deuxième et est élu « pilote du jour ». Pendant ce temps, Vettel ravit la quatrième place à Bottas. À l'arrivée, Hamilton prend trois nouveaux points d'avance sur Vettel et n'en a plus que cinq à marquer en trois courses pour enlever son cinquième titre mondial, quels que soient les résultats de son rival. Les pilotes Renault tirent leur épingle du jeu, Nico Hülkenberg et Carlos Sainz Jr. se classant respectivement sixième et septième. Peu au fait des péripéties de la course alors qu'il se battait pour la victoire, Räikkönen retrouve Hamilton dans la chambre de repos avant le podium et lui demande : « Alors, tu as gagné le championnat ou pas ? » Fidèle à son image, Iceman dit aussi « Je suis plus heureux que si j'étais deuxième ».
Esteban Ocon et Kevin Magnussen, huitième et neuvième sous le drapeau à damier, sont tous deux disqualifiés sur « tapis vert » en raison d'infractions constatées quant à la consommation en carburant ; le pilote Force India est pénalisé pour un débit d'essence instantané supérieur à la limite autorisée et celui de la Haas, en raison d'une consommation au-delà des 105 kilos de carburant réglementaires. Ainsi, Sergio Pérez récupère la huitième place, alors que Brendon Hartley et Marcus Ericsson, arrivés hors des points, sont reclassés neuvième et dixième.
Lewis Hamilton totalise désormais 346 points au classement pilotes, 70 de plus que Sebastian Vettel (246 points) et peut se contenter d'une septième place au Grand Prix du Mexique pour s'adjuger le titre quel que soit le résultat de son rival allemand. Kimi Räikkönen (221 points) reprend la troisième place à Valtteri Bottas (217 points) tandis qu'au quatrième rang, Max Verstappen (191 points) prend le large par rapport à son coéquipier Daniel Ricciardo (146 points). Nico Hülkenberg est le « meilleur des autres » avec 61 points. Au classement des constructeurs, Mercedes Grand Prix (563 points) se rapproche d'une cinquième couronne consécutive avec 66 points d'avance sur Ferrari (497 points) ; suivent Red Bull Racing (337 points), Renault (106 points), Haas (84 points), McLaren (58 points), Racing Points Force India (47 points), Toro Rosso (32 points), Sauber (28 points) et Williams (7 points).

### Grand Prix du Mexique
Pour la première fois de l'ère des moteurs turbocompressées à double système de récupération d'énergie (depuis la saison 2014), les monoplaces de Red Bull Racing monopolisent la première ligne de la grille de départ. Alors que Max Verstappen domine les trois séances d'essais libres et se montre le plus rapide de la deuxième phase qualificative, prêt à devenir, à 21 ans et 28 jours, le plus jeune poleman de la discipline, son coéquipier Daniel Ricciardo lui brûle la politesse, pour 26 millièmes de seconde, lors de son dernier tour en Q3. De rage, le pilote néerlandais percute le panneau "P2" quand il revient garer sa RB14 sur la grille de départ pour la présentation des trois premiers des qualifications au public mexicain. Ricciardo obtient ainsi la troisième pole position de sa carrière, après être parti deux fois en tête à Monaco. Sur la deuxième ligne, Lewis Hamilton s'élance devant Sebastian Vettel ; leurs coéquipiers Valtteri Bottas et Kimi Räikkönen suivent en troisième ligne, devant les Renault de Nico Hülkenberg et Carlos Sainz Jr. en quatrième ligne et les Sauber de Charles Leclerc et Marcus Ericsson en cinquième ligne.
Lewis Hamilton, en délicatesse avec ses différents types de pneumatiques victimes de dégradation excessive sur la piste mexicaine et devancé sur ce point par les Ferrari, et battu en performance pure par les Red Bull, n'en termine pas moins aisément quatrième de l'épreuve en évitant de se faire prendre un tour en fin de course par le vainqueur Max Verstappen, comme en 2017. Sur le lieu de son précédent sacre, il remporte un nouveau titre mondial, à deux courses du terme de la compétition. En effet, alors que 50 points restent à prendre pour le vainqueur des deux dernières courses de la saison, le Britannique en a 64 d'avance sur Sebastian Vettel. Il rejoint ainsi Juan Manuel Fangio avec cinq titres mondiaux (2008, 2014, 2015, 2017 et 2018, à deux couronnes du record de Michael Schumacher, concluant une campagne qui a basculé en sa faveur après la pause estivale, notamment grâce à une série de quatre victoires consécutives en Italie, à Singapour, en Russie et au Japon, son classement à Mexico mettant toutefois fin à une autre série : dix podiums à la suite.
Comme en 2017, Max Verstappen gagne sur le circuit des frères Rodriguez, obtenant ainsi la cinquième victoire de sa carrière et sa deuxième de la saison après le Grand Prix d'Autriche. Il prend la tête dès le départ alors que son coéquipier Daniel Ricciardo en pole position, reste scotché sur la grille et aborde le premier virage au troisième rang, également devancé par Hamilton. Avec deux arrêts au stand, le jeune pilote néerlandais ne cède les commandes à Sebastian Vettel que durant quatre tours, lors de son premier changement de pneumatiques. Après son second, son avance est telle qu'il ressort devant et s'envole vers la victoire, néanmoins inquiet de la solidité de son groupe propulseur, après avoir vu son coéquipier abandonner sur casse d'embrayage au bout de soixante-et-un tours. Ainsi, les Red Bull ne réalisent pas le doublé qui leur semblait promis après quarante-huit boucles. Vettel, beaucoup plus prudent au premier virage qu'à de nombreuses autres reprises cette année, dépasse Hamilton au 38e tour puis bénéficie de l'abandon de Ricciardo pour terminer deuxième. Auteur d'un seul arrêt au stand, contrairement à ses rivaux, Kimi Räikkönen monte sur la troisième marche du podium. Hamilton, qui aperçoit Verstappen dans ses rétroviseurs, se classe quatrième devant son coéquipier Valtteri Bottas qui termine à un tour après avoir procédé à trois arrêts. Tous les autres pilotes achèvent la course à deux tours du vainqueur ; Nico Hülkenberg est sixième, suivi par Charles Leclerc et Stoffel Vandoorne dont la huitième place est son meilleur résultat de la saison. Marcus Ericsson et Pierre Gasly, parti de la dernière place sur la grille, prennent les derniers points mis en jeu. « Je n'ai jamais eu la pression derrière moi, j'ai pu conduire comme je voulais », note Max Verstappen qui en reste à 100% de courses remportées sans être parti de la pole position.
Avec 358 points, Lewis Hamilton remporte le titre de champion du monde 2018 devant Sebastian Vettel (294 points) qui ne peut plus le rejoindre alors que deux courses restent à disputer. Kimi Räikkönen (236 points) creuse un peu plus l'écart sur Valtteri Bottas (227 points) tandis qu'au quatrième rang, Max Verstappen (216 points) peut encore viser mieux, ce qui n'est plus le cas de Daniel Ricciardo (146 points). Nico Hülkenberg reste le « meilleur des autres » avec 69 points. Au classement des constructeurs, Mercedes Grand Prix (585 points) n'est plus qu'à quelques encablures d'une cinquième couronne consécutive, totalisant 55 points d'avance sur Ferrari (530 points) ; suivent Red Bull Racing (362 points), Renault (114 points), Haas (84 points), McLaren (62 points), Racing Points Force India (47 points), Sauber (36 points) qui passe devant Toro Rosso (33 points), tandis que Williams (7 points) ferme la marche.

### Grand Prix du Brésil
Entre les gouttes, la pluie n'étant toutefois pas assez intense et régulière pour obliger les pilotes à passer les pneus intermédiaires, Lewis Hamilton se montre, par deux fois, le plus rapide lors de la troisième phase des qualifications. À sa seconde tentative, il bat, en 1 min 07 s 281, le record du circuit José Carlos Pace et réalise sa dixième pole position de la saison, la quatre-vingt-deuxième de sa carrière et la centième de Mercedes Grand Prix depuis Juan Manuel Fangio au volant d'une Flèche d'Argent au Grand Prix de France 1954. Le nouveau quintuple champion du monde britannique devance Sebastian Vettel, son principal rival de la saison, de 93 millièmes de seconde ; leurs coéquipiers respectifs occupent la deuxième ligne, Valtteri Bottas précédant Kimi Räikkönen. Si les Red Bull Racing, repoussées à une demi-seconde suivent, Daniel Ricciardo est pénalisé d'un recul de cinq places après le changement de son turbocompresseur. En conséquence, Marcus Ericsson accompagne Max Verstappen en troisième ligne. Les Sauber se montrent performantes sur le tracé brésilien puisque Charles Leclerc est juste derrière son coéquipier, en quatrième ligne aux côtés de Romain Grosjean. Pierre Gasly et Kevin Magnussen s'élancent de la cinquième ligne.
Déjà sacré champion du monde, pour la cinquième fois, deux semaines plus tôt au Mexique, Lewis Hamilton bénéficie de circonstances inattendues pour remporter sa dixième victoire de la saison, la soixante-douzième de sa carrière, et offrir à Mercedes Grand Prix son cinquième titre consécutif de champion du monde des constructeurs, prolongeant ainsi le règne sans partage de l'écurie allemande depuis les débuts de l'ère des moteurs turbocompressées à double système de récupération d'énergie, en 2014. La victoire échappe à Max Verstappen, dominateur au volant de sa RB14 qui surclasse tous ses rivaux sur le circuit pauliste. Parti cinquième, il double un à un les pilotes qui le précèdent, dépasse Hamilton au dix-huitième tour pour prendre la tête de l'épreuve puis creuse rapidement l'écart. Il parvient, plus que nul autre, à préserver ses pneumatiques ultra-tendres jusqu'à son arrêt du trente-cinquième tour, dépasse à nouveau Hamilton sous les vivats de la foule cinq boucles plus tard et se dirige vers une victoire imparable. Malheureusement pour lui, après le quarante-quatrième passage sur la ligne de chronométrage, dans les esses de Senna, Esteban Ocon relégué à un tour, le percute en tentant de se dédoubler et l'envoie en tête-à-queue, abîmant également le fond plat de la Red Bull. Le temps de se remettre dans le sens de la marche, Hamilton est repassé devant et conserve une seconde d'avance sur la ligne d'arrivée tandis qu'Ocon est pénalisé d'un stop-and-go pour avoir causé la collision. Une fois descendu de sa machine, furieux, Verstappen se précipite vers la salle de pesée pour bousculer le pilote français, ce qui lui vaut une réprimande du pouvoir sportif.
Kimi Räikkönen réussit à suffisamment gérer l'usure de ses pneumatiques pour monter sur la troisième marche du podium, suivi par Daniel Ricciardo, quatrième après être parti onzième et auteur d'un superbe dépassement sur Vettel par l'extérieur au virage no 1 au quarante-sixième tour. Ce dernier, comme Valtteri Bottas devant lui, doit observer deux arrêts au stand ; les deux pilotes terminent cinquième et sixième. Charles Leclerc, dans les points durant toute la course, passe la ligne d'arrivée en septième position, devant les pilotes Haas Romain Grosjean et Kevin Magnussen qui achèvent la course dans le même tour que le vainqueur. Sergio Pérez prend le dernier point en jeu à un tour.
Le champion du monde 2018, Hamilton (383 points) devance désormais Vettel (302 points) de 81 points à une épreuve du terme de la saison à Abou Dabi. Räikkönen (251 points) reste solidement accroché à sa troisième place devant Bottas (237 points), sous la menace de Verstappen (234 points). Avec 158 points, Ricciardo est sixième et le restera alors que Nico Hülkenberg n'est pas encore assuré de terminer « meilleur des autres » avec 69 points, Pérez (58 points), Magnussen (55 points), Alonso (50 points) et Ocon (49 points) étant mathématiquement en mesure de le dépasser. Mercedes Grand Prix (585 points) obtient son cinquième titre consécutif au championnat du monde des constructeurs depuis 2014. Avec 620 points, l'écurie dirigée par Toto Wolff devance la Scuderia Ferrari (555 points) de 65 unités. Red Bull Racing (392 points) terminera troisième de ce championnat. Suivent Renault (114 points), Haas (90 points), McLaren (62 points), Racing Point Force India (48 points), Sauber (42 points), Toro Rosso (33 points) et Williams (7 points).

### Grand Prix d'Abou Dabi
Sacré pour la cinquième fois champion du monde au Mexique puis vainqueur, deux semaines plus tard au Brésil, pour offrir un cinquième titre des constructeurs consécutif à son écurie Mercedes Grand Prix, Lewis Hamilton continue sur sa lancée en battant à plusieurs reprises le record du circuit de Yas Marina lors des qualifications pour le porter à 1 min 34 s 794. Il réalise la quatre-vingt-troisième pole position de sa carrière et sa onzième de la saison. Le stand Mercedes pousse un cri de joie quand Valtteri Bottas réussit, lors de sa dernière tentative en Q3, à tourner à 162 millièmes de seconde de son coéquipier pour s'installer à ses côtés en première ligne. Sebastian Vettel, battu de plus de trois dixièmes de seconde, précède Kimi Räikkönen en deuxième ligne. Les Red Bull de Daniel Ricciardo et Max Verstappen occupent la troisième ligne et devancent Romain Grosjean et Charles Leclerc. Esteban Ocon et Nico Hülkenberg s'élancent de la cinquième ligne.
La saison se termine sur un tour d’honneur à trois de front, Lewis Hamilton et Sebastian Vettel encadrant Fernando Alonso ; les trois champions du monde qui comptent onze titres, l'achèvent par une série de donuts réalisés de concert au milieu de la piste alors qu'Alonso fait ses adieux à la Formule 1 après 312 départs depuis 2001. Auparavant, Hamilton a mis un point final à un exercice 2018 qu'il a particulièrement dominé dans sa deuxième partie, en remportant sa onzième victoire de la saison (tous les succès de Mercedes de l'année) et la soixante-treizième de sa carrière. La course démarre avec le spectaculaire accident de Nico Hülkenberg, qui part en tonneaux après un accrochage avec Romain Grosjean et se retrouve à l'envers à cheval sur les barrières de protection. La voiture de sécurité sort pour quatre tours le temps d'extraire le pilote allemand et de dégager sa monoplace. Un deuxième ralentissement du peloton, cette fois avec la voiture de sécurité virtuelle, a lieu au septième tour lorsque Kimi Räikkönen tombe en panne en pleine ligne droite pour son 150e et dernier Grand Prix avec Ferrari. Hamilton en profite pour plonger dans la voie des stands et se chausser de neuf ; il doit désormais finir la course avec son train de pneus super-tendres.
Tandis que Max Verstappen, seulement neuvième au premier virage remonte vers l'avant à coups de dépassements tranchants, Hamilton patiente, le temps que ses rivaux procèdent à leurs changements de pneus. Daniel Ricciardo, dernier des hommes de tête à s'arrêter, mène ainsi la course du dix-septième au trente-troisième tour puis laisse le champ libre au quintuple champion du monde britannique qui s'impose sans problème. Derrière lui, Vettel dépasse Valtteri Bottas au trente-cinquième tour pour finir à deux secondes du vainqueur. Le Finlandais, en difficulté, cède ensuite face à Verstappen qui monte sur la troisième marche du podium puis laisse enfin passer Ricciardo qui prend la quatrième place ; Bottas finit derrière, à 48 secondes de son coéquipier. Carlos Sainz Jr. achève sa collaboration avec Renault au sixième rang, devant Charles Leclerc qui marque pour la onzième fois (et pour la troisième fois consécutive les points de la septième place) pour sa première saison en Formule 1 chez Sauber avant de rejoindre Ferrari en 2019. Sergio Pérez, huitième est le dernier dans le tour du vainqueur. Romain Grosjean et Kevin Magnussen prennent les points restants et Alonso se classe onzième.
À l'issue d'une saison où, fait exceptionnel, tous les pilotes et toutes les écuries ont marqué des points, Lewis Hamilton avec 408 points (le plus gros total pour un champion du monde depuis l'instauration de la victoire à 25 points en 2010), dix-sept podiums, un seul abandon, devance Sebastian Vettel (320 points, cinq victoires, douze podiums) de 88 unités. Kimi Räikkönen conclut sa huitième et dernière saison avec Ferrari, dont il reste le dernier champion du monde (en 2007) et le dernier vainqueur (aux États-Unis) à la troisième place, avec 251 points. Max Verstappen échoue à deux points (249) mais dépasse lors de cette dernière course Valtteri Bottas (247 points). Daniel Ricciardo termine cinquième (170 points) et Nico Hülkenberg est le « meilleur des autres » avec 69 points. Du côté des écuries, Mercedes Grand Prix, avec onze victoires et quatre doublés, reste invaincue à l'ère des moteurs V6 turbocompressés à double système de récupération d'énergie avec 655 points et une large avance sur Ferrari (six victoires et 571 points). Red Bull Racing, avec quatre victoires et 419 points prend, à nouveau, la troisième place de ce championnat. Un gouffre sépare les trois écuries de pointe de Renault, quatrième avec 122 points. Suivent Haas (93 points), McLaren (62 points), Racing Point Force India (48 points marqués en neuf Grands Prix), Sauber (42 points), Toro Rosso (33 points) et Williams (7 points) ; Force India, exclue du championnat a néanmoins inscrit 59 points.

## Classements saison 2018

### Attribution des points
| Position | 1er | 2e | 3e | 4e | 5e | 6e | 7e | 8e | 9e | 10e |
| -------- | --- | -- | -- | -- | -- | -- | -- | -- | -- | --- |
| Points   | 25  | 18 | 15 | 12 | 10 | 8  | 6  | 4  | 2  | 1   |

### Pilotes

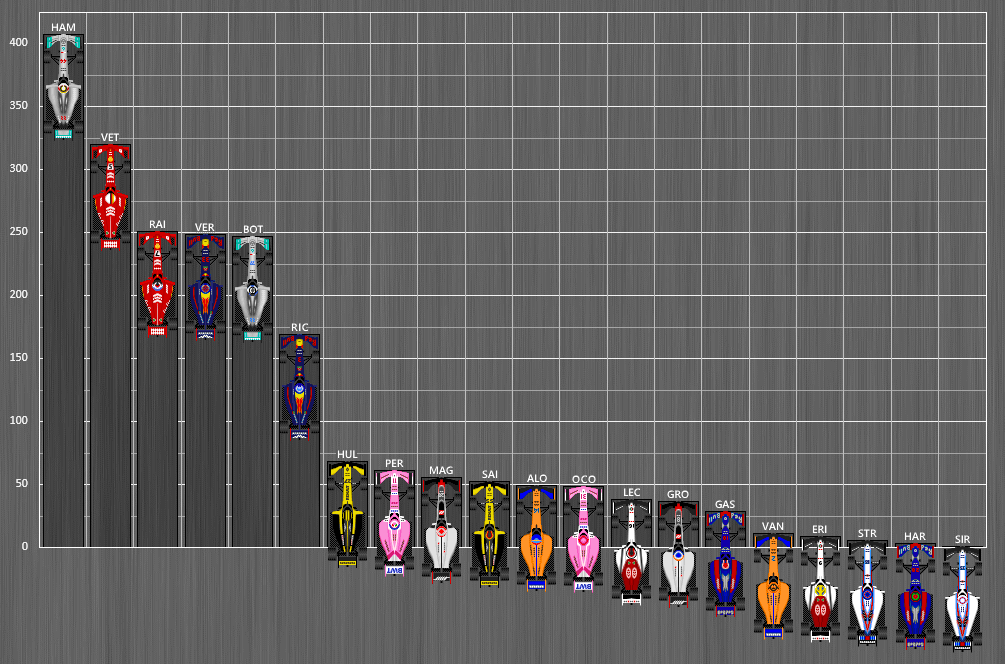
Graphique du classement final pilotes 2018.

Lewis Hamilton est sacré champion à l'issue du Grand Prix du Mexique.
Cinq pilotes ont remporté au moins un Grand Prix, à savoir Lewis Hamilton, Sebastian Vettel, Kimi Räikkönen, Max Verstappen et Daniel Ricciardo.
Le Grand Prix de Chine est la seule épreuve où aucun pilote n'a été contraint à l'abandon.
À noter que tous les pilotes inscrits sont rentrés au moins une fois dans les points, ce qui constitue une première depuis la création de la compétition.
| Pos.     | Pilotes           | AUS  | BAH  | CHI |      | ESP  | MON  |      |      |      |      |      |      |      |      |      | RUS  |      |      |      |      |      | Points |
| -------- | ----------------- | ---- | ---- | --- | ---- | ---- | ---- | ---- | ---- | ---- | ---- | ---- | ---- | ---- | ---- | ---- | ---- | ---- | ---- | ---- | ---- | ---- | ------ |
| Champion | Lewis Hamilton    | 18   | 15   | 12  | 25   | 25   | 15   | 10   | 25   | Abd. | 18   | 25   | 25   | 18   | 25   | 25   | 25   | 25   | 15   | 12   | 25   | 25   | 408    |
| 2        | Sebastian Vettel  | 25   | 25   | 4   | 12   | 12   | 18   | 25   | 10   | 15   | 25   | Abd. | 18   | 25   | 12   | 15   | 15   | 8    | 12   | 18   | 8    | 18   | 320    |
| 3        | Kimi Räikkönen    | 15   | Abd. | 15  | 18   | Abd. | 12   | 8    | 15   | 18   | 15   | 15   | 15   | Abd. | 18   | 10   | 12   | 10   | 25   | 15   | 15   | Abd. | 251    |
| 4        | Max Verstappen    | 8    | Abd. | 10  | Abd. | 15   | 2    | 15   | 18   | 25   | 0*   | 12   | Abd. | 15   | 10   | 18   | 10   | 15   | 18   | 25   | 18   | 15   | 249    |
| 5        | Valtteri Bottas   | 4    | 18   | 18  | 0*   | 18   | 10   | 18   | 6    | Abd. | 12   | 18   | 10   | 12   | 15   | 12   | 18   | 18   | 10   | 10   | 10   | 10   | 247    |
| 6        | Daniel Ricciardo  | 12   | Abd. | 25  | Abd. | 10   | 25   | 12   | 12   | Abd. | 10   | Abd. | 12   | Abd. | Abd. | 8    | 8    | 12   | Abd. | Abd. | 12   | 12   | 170    |
| 7        | Nico Hülkenberg   | 6    | 8    | 8   | Abd. | Abd. | 4    | 6    | 2    | Abd. | 8    | 10   | 0    | Abd. | 0    | 1    | 0    | Abd. | 8    | 8    | Abd. | Abd. | 69     |
| 8        | Sergio Pérez      | 0    | 0    | 0   | 15   | 2    | 0    | 0    | Abd. | 6    | 1    | 6    | 0    | 10   | 6    | 0    | 1    | 6    | 4    | Abd. | 1    | 4    | 62     |
| 9        | Kevin Magnussen   | Abd. | 10   | 1   | 0    | 8    | 0    | 0    | 8    | 10   | 2    | 0    | 6    | 4    | 0    | 0    | 4    | Abd. | Dsq. | 0    | 2    | 1    | 56     |
| 10       | Carlos Sainz Jr.  | 1    | 0    | 2   | 10   | 6    | 1    | 4    | 4    | 0    | Abd. | 0    | 2    | 0    | 4    | 4    | 0    | 1    | 6    | Abd. | 0    | 8    | 53     |
| 11       | Fernando Alonso   | 10   | 6    | 6   | 6    | 4    | Abd. | Abd. | 0*   | 4    | 4    | 0    | 4    | Abd. | Abd. | 6    | 0    | 0    | Abd. | Abd. | 0    | 0    | 50     |
| 12       | Esteban Ocon      | 0    | 1    | 0   | Abd. | Abd. | 8    | 2    | Abd. | 8    | 6    | 4    | 0    | 8    | 8    | Abd. | 2    | 2    | Dsq. | 0    | 0    | Abd. | 49     |
| 13       | Charles Leclerc   | 0    | 0    | 0   | 8    | 1    | 0*   | 1    | 1    | 2    | Abd. | 0    | Abd. | Abd. | 0    | 2    | 6    | Abd. | Abd. | 6    | 6    | 6    | 39     |
| 14       | Romain Grosjean   | Abd. | 0    | 0   | Abd. | Abd. | 0    | 0    | 0    | 12   | Abd. | 8    | 1    | 6    | Dsq. | 0    | 0    | 4    | Abd. | 0    | 4    | 2    | 37     |
| 15       | Pierre Gasly      | Abd. | 12   | 0   | 0    | Abd. | 6    | 0    | Abd. | 0    | 0    | 0    | 8    | 2    | 0    | 0    | Abd. | 0    | 0    | 1    | 0    | Abd. | 29     |
| 16       | Stoffel Vandoorne | 2    | 4    | 0   | 2    | Abd. | 0    | 0    | 0    | 0*   | 0    | 0    | Abd. | 0    | 0    | 0    | 0    | 0    | 0    | 4    | 0    | 0    | 12     |
| 17       | Marcus Ericsson   | Abd. | 2    | 0   | 0    | 0    | 0    | 0    | 0    | 1    | Abd. | 2    | 0    | 1    | 0    | 0    | 0    | 0    | 1    | 2    | Abd. | Abd. | 9      |
| 18       | Lance Stroll      | 0    | 0    | 0   | 4    | 0    | 0    | Abd. | 0*   | 0    | 0    | Abd. | 0    | 0    | 2    | 0    | 0    | 0    | 0    | 0    | 0    | 0    | 6      |
| 19       | Brendon Hartley   | 0    | 0    | 0*  | 1    | 0    | 0*   | Abd. | 0    | Abd. | Abd. | 1    | 0    | 0    | Abd. | 0    | Abd. | 0    | 2    | 0    | 0    | 0    | 4      |
| 20       | Sergey Sirotkin   | Abd. | 0    | 0   | Abd. | 0    | 0    | 0    | 0    | 0    | 0    | Abd. | 0    | 0    | 1    | 0    | 0    | 0    | 0    | 0    | 0    | 0    | 1      |

### Constructeurs
| Pos.  | Constructeurs         | Pilotes | AUS  | BAH  | CHI |      | ESP  | MON  |      |      |      |      |      |      |      |      |      | RUS  |      |      |      |      |      | Points |
| ----- | --------------------- | ------- | ---- | ---- | --- | ---- | ---- | ---- | ---- | ---- | ---- | ---- | ---- | ---- | ---- | ---- | ---- | ---- | ---- | ---- | ---- | ---- | ---- | ------ |
| Chmp. | Mercedes              | HAM     | 18   | 15   | 12  | 25   | 25   | 15   | 10   | 25   | Abd. | 18   | 25   | 25   | 18   | 25   | 25   | 25   | 25   | 15   | 12   | 25   | 25   | 655    |
| Chmp. | Mercedes              | BOT     | 4    | 18   | 18  | 0*   | 18   | 10   | 18   | 6    | Abd. | 12   | 18   | 10   | 12   | 15   | 12   | 18   | 18   | 10   | 10   | 10   | 10   | 655    |
| 2     | Ferrari               | VET     | 25   | 25   | 4   | 12   | 12   | 18   | 25   | 10   | 15   | 25   | Abd. | 18   | 25   | 12   | 15   | 15   | 8    | 12   | 18   | 8    | 18   | 571    |
| 2     | Ferrari               | RAI     | 15   | Abd. | 15  | 18   | Abd. | 12   | 8    | 15   | 18   | 15   | 15   | 15   | Abd. | 18   | 10   | 12   | 10   | 25   | 15   | 15   | Abd. | 571    |
| 3     | Red Bull- TAG Heuer   | RIC     | 12   | Abd. | 25  | Abd. | 10   | 25   | 12   | 12   | Abd. | 10   | Abd. | 12   | Abd. | Abd. | 8    | 8    | 12   | Abd. | Abd. | 12   | 12   | 419    |
| 3     | Red Bull- TAG Heuer   | VER     | 8    | Abd. | 10  | Abd. | 15   | 2    | 15   | 18   | 25   | 0*   | 12   | Abd. | 15   | 10   | 18   | 10   | 15   | 18   | 25   | 18   | 15   | 419    |
| 4     | Renault               | HUL     | 6    | 8    | 8   | Abd. | Abd. | 4    | 6    | 2    | Abd. | 8    | 10   | 0    | Abd. | 0    | 1    | 0    | Abd. | 8    | 8    | Abd. | Abd. | 122    |
| 4     | Renault               | SAI     | 1    | 0    | 2   | 10   | 6    | 1    | 4    | 4    | 0    | Abd. | 0    | 2    | 0    | 4    | 4    | 0    | 1    | 6    | Abd. | 0    | 8    | 122    |
| 5     | Haas- Ferrari         | GRO     | Abd. | 0    | 0   | Abd. | Abd. | 0    | 0    | 0    | 12   | Abd. | 8    | 1    | 6    | Dsq. | 0    | 0    | 4    | Abd. | 0    | 4    | 2    | 93     |
| 5     | Haas- Ferrari         | MAG     | Abd. | 10   | 1   | 0    | 8    | 0    | 0    | 8    | 10   | 2    | 0    | 6    | 4    | 0    | 0    | 4    | 0    | Dsq. | 0    | 2    | 1    | 93     |
| 6     | McLaren- Renault      | ALO     | 10   | 6    | 6   | 6    | 4    | Abd. | Abd. | 0*   | 4    | 4    | 0    | 4    | Abd. | Abd. | 6    | 0    | 0    | Abd. | Abd. | 0    | 0    | 62     |
| 6     | McLaren- Renault      | VAN     | 2    | 4    | 0   | 2    | Abd. | 0    | 0    | 0    | 0*   | 0    | 0    | Abd. | 0    | 0    | 0    | 0    | 0    | 0    | 4    | 0    | 0    | 62     |
| 7     | RPFI- Mercedes        | PER     |      |      |     |      |      |      |      |      |      |      |      |      | 10   | 6    | 0    | 1    | 6    | 4    | Abd. | 1    | 4    | 52     |
| 7     | RPFI- Mercedes        | OCO     |      |      |     |      |      |      |      |      |      |      |      |      | 8    | 8    | Abd. | 2    | 2    | Dsq. | 0    | 0    | Abd. | 52     |
| 8     | Sauber- Ferrari       | ERI     | Abd. | 2    | 0   | 0    | 0    | 0    | 0    | 0    | 1    | Abd. | 2    | 0    | 1    | 0    | 0    | 0    | 0    | 1    | 2    | Abd. | Abd. | 48     |
| 8     | Sauber- Ferrari       | LEC     | 0    | 0    | 0   | 8    | 1    | 0*   | 1    | 1    | 2    | Abd. | 0    | Abd. | Abd. | 0    | 2    | 6    | Abd. | Abd. | 6    | 6    | 6    | 48     |
| 9     | Toro Rosso- Honda     | HAR     | 0    | 0    | 0*  | 1    | 0    | 0*   | Abd. | 0    | Abd. | Abd. | 1    | 0    | 0    | Abd. | 0    | Abd. | 0    | 2    | 0    | 0    | 0    | 33     |
| 9     | Toro Rosso- Honda     | GAS     | Abd. | 12   | 0   | 0    | Abd. | 6    | 0    | Abd. | 0    | 0    | 0    | 8    | 2    | 0    | 0    | Abd. | 0    | 0    | 1    | 0    | Abd. | 33     |
| 10    | Williams- Mercedes    | STR     | 0    | 0    | 0   | 4    | 0    | 0    | Abd. | 0*   | 0    | 0    | Abd. | 0    | 0    | 2    | 0    | 0    | 0    | 0    | 0    | 0    | 0    | 7      |
| 10    | Williams- Mercedes    | SIR     | Abd. | 0    | 0   | Abd. | 0    | 0    | 0    | 0    | 0    | 0    | Abd. | 0    | 0    | 1    | 0    | 0    | 0    | 0    | 0    | 0    | 0    | 7      |
| Exclu | Force India- Mercedes | PER     | 0    | 0    | 0   | 15   | 2    | 0    | 0    | Abd. | 6    | 1    | 6    | 0    |      |      |      |      |      |      |      |      |      | 59     |
| Exclu | Force India- Mercedes | OCO     | 0    | 1    | 0   | Abd. | Abd. | 8    | 2    | Abd. | 8    | 6    | 4    | 0    |      |      |      |      |      |      |      |      |      | 59     |